# Flughafen Memmingen

i7
i11
i13
Der Flughafen Memmingen (auch Allgäu Airport, Flughafen Memmingen/München-West, IATA-Code: FMM, ICAO-Code: EDJA) ist der Verkehrsflughafen der Stadt Memmingen in Oberschwaben. Er ist mit über 2,8 Millionen Flugpassagieren (Stand Dezember 2023) der kleinste von drei Verkehrsflughäfen in Bayern und der höchstgelegene Verkehrsflughafen Deutschlands.
Der Fliegerhorst Memmingerberg wurde im Zuge der Aufrüstung der Wehrmacht 1936 fertiggestellt. Gegen Ende des Zweiten Weltkriegs wurden große Teile der Anlage durch Bombenangriffe zerstört. Ab 1956 wurde der Fliegerhorst von der deutschen Luftwaffe genutzt. Die Stilllegung des Fliegerhorstes erfolgte Mitte 2004.
Bereits 2002 wurde durch lokale Unternehmer die air+park allgäu GmbH & Co. KG gegründet (später Allgäu Airport GmbH & Co. KG), um die Möglichkeiten einer zivilen Nutzung des Flugplatzes nach seiner Schließung vorzubereiten. Im Juli 2004 erfolgte die Zulassung unter dem Namen Regionaler Verkehrsflughafen Allgäu. Mitte 2007 wurden die ersten Linienflüge aufgenommen und im September 2008 der Flugplatz formal in Flughafen Memmingen umbenannt. Er wird von zwei Billigfluggesellschaften angeflogen, die großen Anteil am Flug- und Passagieraufkommen haben. Weitere internationale Ziele werden von verschiedenen Chartergesellschaften teilweise saisonal angeflogen.

## Lage und Verkehrsanbindung
Der Flughafen liegt etwa drei Kilometer östlich von Memmingen beziehungsweise zwei Kilometer von der Autobahnanschlussstelle Memmingen-Ost der A 96 entfernt und ist ab dort sowie von der A 7 ausgeschildert. Zudem ist er auch über die Bundesstraßen 300 und 312 über Memmingen erreichbar. Der Flughafen Memmingen liegt in Mittelschwaben, also nördlich des Allgäus etwa 80 km von den österreichischen Bundesländern Vorarlberg und Tirol sowie etwa 100 km von der Ostschweiz entfernt. Im Einzugsgebiet des Flughafens leben rund 11,3 Millionen Menschen aus insgesamt vier Ländern innerhalb von 2 Std. Fahrzeit; allerdings erstrecken sich auch die Einzugsgebiete der internationalen Flughäfen München und Stuttgart sowie des Regionalflughafens Friedrichshafen bis Memmingen.
Mit dem öffentlichen Personennahverkehr bestehen Verbindungen zum etwa 4,5 Kilometer entfernten Bahnhof Memmingen mit der Stadtbuslinie 2 und der Regionalverkehrslinie 810/811. Dort bestehen regelmäßige EuroCity-Verbindungen Richtung München und Zürich sowie einmal täglich auch je eine Intercity-Verbindung Richtung Ruhrgebiet (teils weiter nach Hannover/Leipzig) und Oberstdorf. Seit 2017 können die Tickets mit der Bahn auch bis zum Flughafen durchgebucht werden.
Der Allgäu-Airport-Express, eine Kooperation des Flughafens mit einem lokalen Busunternehmen, verbindet den Flughafen mit Expressbussen mehrmals täglich mit München. Flixbus hat den Flughafen mehrmals täglich mit der Linie 063 und an den Wochenenden mit der Linie 186 und 005 in sein Streckennetz integriert.
Um dem zunehmenden Verkehr durch den Ort Memmingerberg in Richtung Flughafen Rechnung zu tragen, wurde eine Umgehungsstraße um den Ort herum gebaut und im November 2013 für den Verkehr freigegeben. Forderungen nach einer eigenen neuen Autobahn-Anschlussstelle wurden bislang abgelehnt.
Bemerkenswert ist, dass Ryanair, Wizz Air und andere Billigfluggesellschaften aus Gründen der Vermarktung eine räumliche Nähe zur Stadt München suggerieren, indem sie den Flughafen zunächst als Flughafen Memmingen/München-West bezeichneten und später als Flughafen Memmingen München. Die Entfernung von rund 100 km ist europaweit eine der größten, die ein Verkehrsflughafen zur namensgebenden Großstadt hat. Vergleichbar ist der Flughafen Frankfurt-Hahn, der ebenfalls etwa 100 km Luftlinie von der zugehörigen Metropole (Frankfurt am Main) entfernt liegt, wobei die übliche Anfahrtroute dort mit 110–125 km allerdings noch größer ist. Die Fluggesellschaft Ryanair bezeichnet den Flughafen nur noch als Memmingen, da mittlerweile auch Flüge ab München angeboten werden.

## Geschichte

### Fliegerhorst Memmingerberg 1935–1945
Die ersten Planungs- und Vermessungsarbeiten für die Anlage eines Flugplatzes begannen 1934. Der damalige Memminger Oberbürgermeister Heinrich Berndl bat in einem Brief an das Reichsluftfahrtministerium, dass der Flughafen für eine gute Verkehrsanbindung möglichst nah an die Stadt gebaut werde. Am 21. Januar 1936 wurde mit dem Bau des 300 Meter mal 1.500 Meter großen Militärflugplatzes bei Memmingerberg begonnen. Am 18. Oktober 1936 wurde Richtfest gefeiert und um den Jahreswechsel 1936/37 wurden Teile des Kampfgeschwaders 255 Alpengeschwader dort stationiert, das bald in Kampfgeschwader 51 Edelweiß umbenannt wurden. In dieser Zeit kamen auf dem Flugplatz unter anderem Flugzeuge der Typen He 111, Do 17 und Ju 88 zum Einsatz. Bis August 1939 waren sechs Hallen fertiggestellt. Ziel des Ausbaus war es, genügend Kapazität für zwei Gruppen an Kampfflugzeugen zu schaffen.
Nach Ausbruch des Zweiten Weltkriegs wurden Einsätze zunächst von Memmingerberg aus geflogen, Anfang 1940 wurde dann das Geschwader auf verschiedene Flugplätze nach Frankreich verlegt. Die Anlage wurde daraufhin erweitert, unter anderem mit einer einen Kilometer langen Start- und Landebahn aus Beton. Dazu wurde zwischenzeitlich auch eine Abteilung des Reichsarbeitsdienstes von Rißtissen nach Memmingerberg verlegt. Während des Krieges wurde der Platz von der Zerstörerschule 2 benutzt. Er diente zudem zur Erprobung verschiedener neuer Fluggeräte, darunter der erste Düsenjäger Me 262 und der „Amerikabomber“, Me 264. Auch andere Kampfverbände wurden kurzzeitig, manchmal nur für wenige Tage, auf dem Fliegerhorst stationiert.
Die folgende Tabelle zeigt die vollständige Auflistung aller fliegenden aktiven Einheiten (ohne Schul- und Ergänzungsverbände) der Luftwaffe der Wehrmacht, die hier zwischen 1937 und 1944 stationiert waren.
| Von           | Bis            | Einheit                                            | Ausrüstung                      |
| ------------- | -------------- | -------------------------------------------------- | ------------------------------- |
| März 1937     | April 1939     | III./KG 255 (III. Gruppe des Kampfgeschwaders 255) |                                 |
| Mai 1939      | November 1939  | III./KG 51                                         | Dornier Do 17M, Heinkel He 111H |
| August 1939   | Mai 1940       | I./KG 51                                           | Heinkel He 111H, Junkers Ju 88A |
| November 1940 | März 1941      | Stab, I. und II./ZG 26                             | Messerschmitt Bf 110            |
| November 1941 | Dezember 1941  | Stab und I./KG 54                                  | Junkers Ju 88A                  |
| August 1943   | August 1943    | II./KG 30                                          | Junkers Ju 88A                  |
| Juli 1944     | Juli 1944      | Stab/JG 300 (Stab des Jagdgeschwaders 300)         | Focke-Wulf Fw 190A              |
| August 1944   | September 1944 | I./KG 26                                           | Junkers Ju 88A                  |

Der erste schwere Bombenangriff mit größeren Schäden erfolgte am 18. März 1944. Zwölf Menschen starben an diesem, weitere 27 Menschen am darauf folgenden Tag. Am jenem 18. März waren neben Memmingen Friedrichshafen, München, Oberpfaffenhofen, Lechfeld und Landsberg von insgesamt über 700 Bombern angegriffen worden. Ein weiterer Großangriff auf den Fliegerhorst am 18. Juli 1944 begann um 11 Uhr in vier Wellen mit jeweils 50–60 Maschinen. Dabei wurden 170 Personen getötet und 140 verwundet. Drei Hallen wurden vollständig zerstört, drei weitere, die Werft und die Unterkünfte beschädigt. Zudem wurden 26 Flugzeuge vollständig zerstört und 40 weitere beschädigt. Auf der Gegenseite wurden 14 amerikanische B-17-Bomber und sieben P-51-Mustang-Begleitjäger abgeschossen. Zwei Tage später wurde der Flugplatz erneut angegriffen und dabei wurde die noch verbliebene Infrastruktur und 40 Flugzeuge zerstört, 30 weitere wurden beschädigt. Auf dem Fliegerhorst waren weitere 18 Tote und sieben Verwundete zu beklagen. In den darauf folgenden Wochen wurde notdürftig versucht, die Infrastruktur wieder instand zu setzen. Bis zur Kapitulation im Jahr 1945 gab es noch drei weitere schwere und mehrere leichte Luftangriffe. Am 14. August 1944 wurde der Horst durch Jagdbomber angegriffen und sieben Flugzeuge stark beschädigt. Am 25. Februar, 8. und 22. März 1945 wurde der Platz von Tieffliegern angegriffen. Am 9. April erfolgte ein schwerer Angriff mit 96 B-24-Bombern, bei denen nicht nur der Fliegerhorst, sondern auch Teile Memmingens zerstört wurden, was zu hohen Verlusten bei der Zivilbevölkerung führte. Der letzte Angriff auf Memmingen fand am 23. April 1945 statt. Am 26. April wurde die Stadt kampflos an die Streitkräfte der Vereinigten Staaten übergeben.
Nach dem Krieg dienten die noch intakten Gebäude als provisorische Unterkünfte für Heimatvertriebene.

### Militärflugplatz von 1954 bis 2003

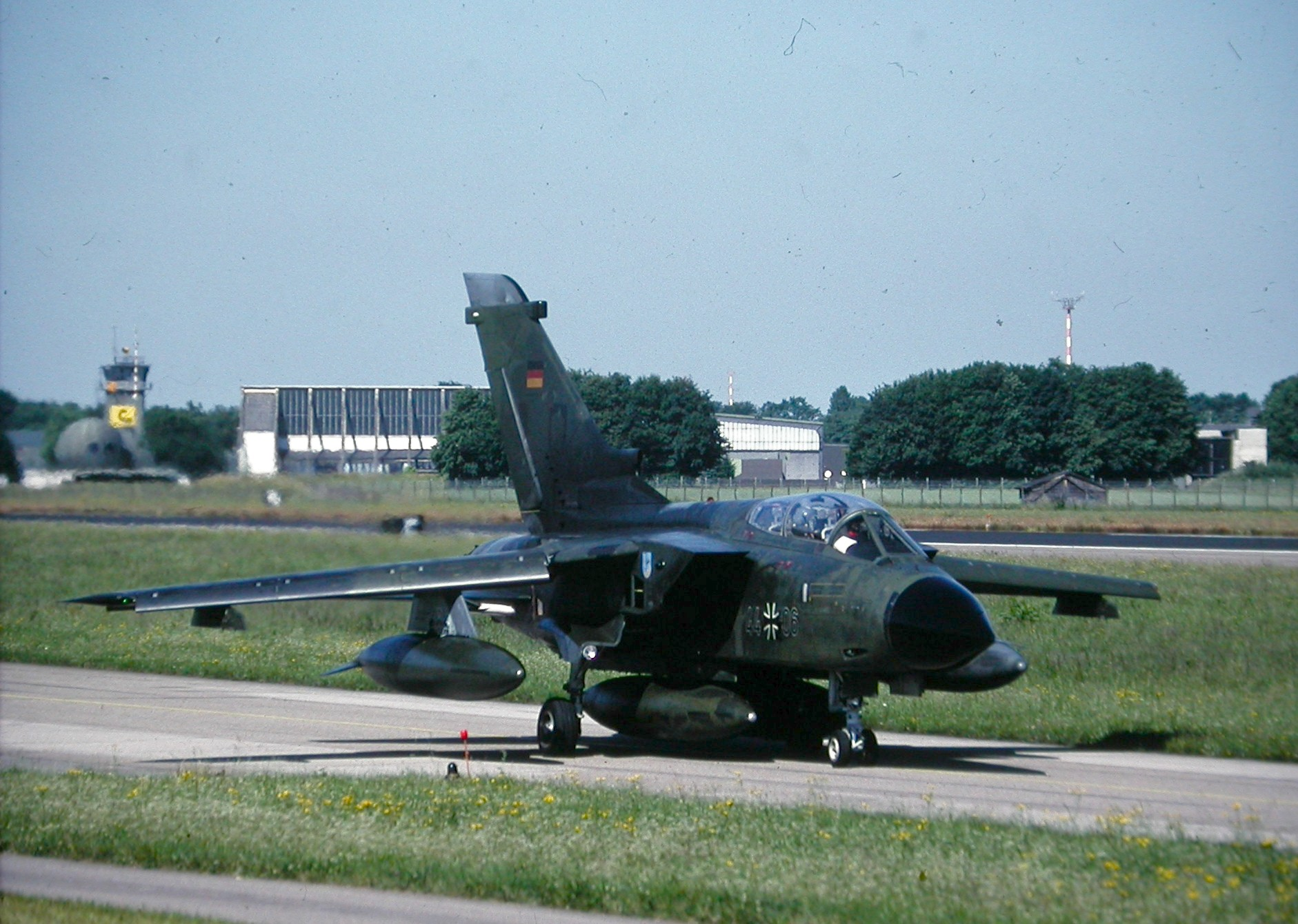
Flugplatz Memmingen im Jahr 2000 mit dem noch grünen Kontrollturm und der grünen Picasso-Halle im militärischen Betrieb

Ab 1954 nutzten die United States Air Force das Areal des Fliegerhorsts als Übungsplatz. 1955 wurde mit dem Wiederaufbau der Start- und Landebahn, der Hallen und Gebäude begonnen. Im Juni 1956 wurde ein Vorkommando mit der Flugzeugführerschule „S“ auf den Platz verlegt und dieser damit für die deutsche Luftwaffe genutzt, die ab Oktober 1956 den vollen Fluglehrbetrieb mit Flugzeugen vom Typ Piper PA-18 und Nord Noratlas aufnahm. Die Schule umfasste die Transportflieger- und Hubschrauberausbildung sowie die Blindflugschulung.
1959 wurde die Schule aus Platzgründen nach Wunstorf, Diepholz und Faßberg und von dort das neugebildete Jagdbombergeschwader 34 nach Memmingerberg verlegt. Am 5. Mai 1959 wurde diese neue Einheit, die 1992 den Beinamen Allgäu bekam, durch den damaligen Bundesminister der Verteidigung, Franz Josef Strauß, feierlich in Memmingerberg in Dienst gestellt. Beim JaBoG 34 ‚Allgäu‘ waren vor allem die F-84 F, der Lockheed F-104G ‚Starfighter‘ und bis zuletzt das Mehrzweck-Kampfflugzeug PA 200 ‚Tornado‘ stationiert. Seit dieser Zeit waren am Fliegerhorst ungefähr 2.400 Soldaten und Zivilbedienstete beschäftigt.
Während des Kalten Kriegs waren im Rahmen der Nuklearen Teilhabe US-amerikanische Atomwaffen auf dem Gelände gelagert. Für diese Waffen war von 1966 bis 1996 eine Staffel der U.S. Air Force mit bis zu 400 Soldaten verantwortlich. Diese waren auf einem separaten Bereich des Fliegerhorsts untergebracht, dem auch eigene Einrichtungen wie eine US-amerikanische Schule und ein Supermarkt angehörten.
Die Auflösung des Geschwaders wurde im Zuge der sogenannten „Luftwaffenstruktur 5“ am Ende des Jahres 2000 beschlossen. Am 31. Dezember 2002 wurde der Einsatzflugbetrieb offiziell eingestellt. Zum 30. Juni 2003 erfolgte die endgültige Außerdienststellung. Der Fliegerhorst Memmingerberg wurde am 31. März 2004 stillgelegt. Ab dem 1. April 2004 gehörte das Gelände dem Bundesministerium der Finanzen.

### Flughafen Memmingen 2004 bis 2010

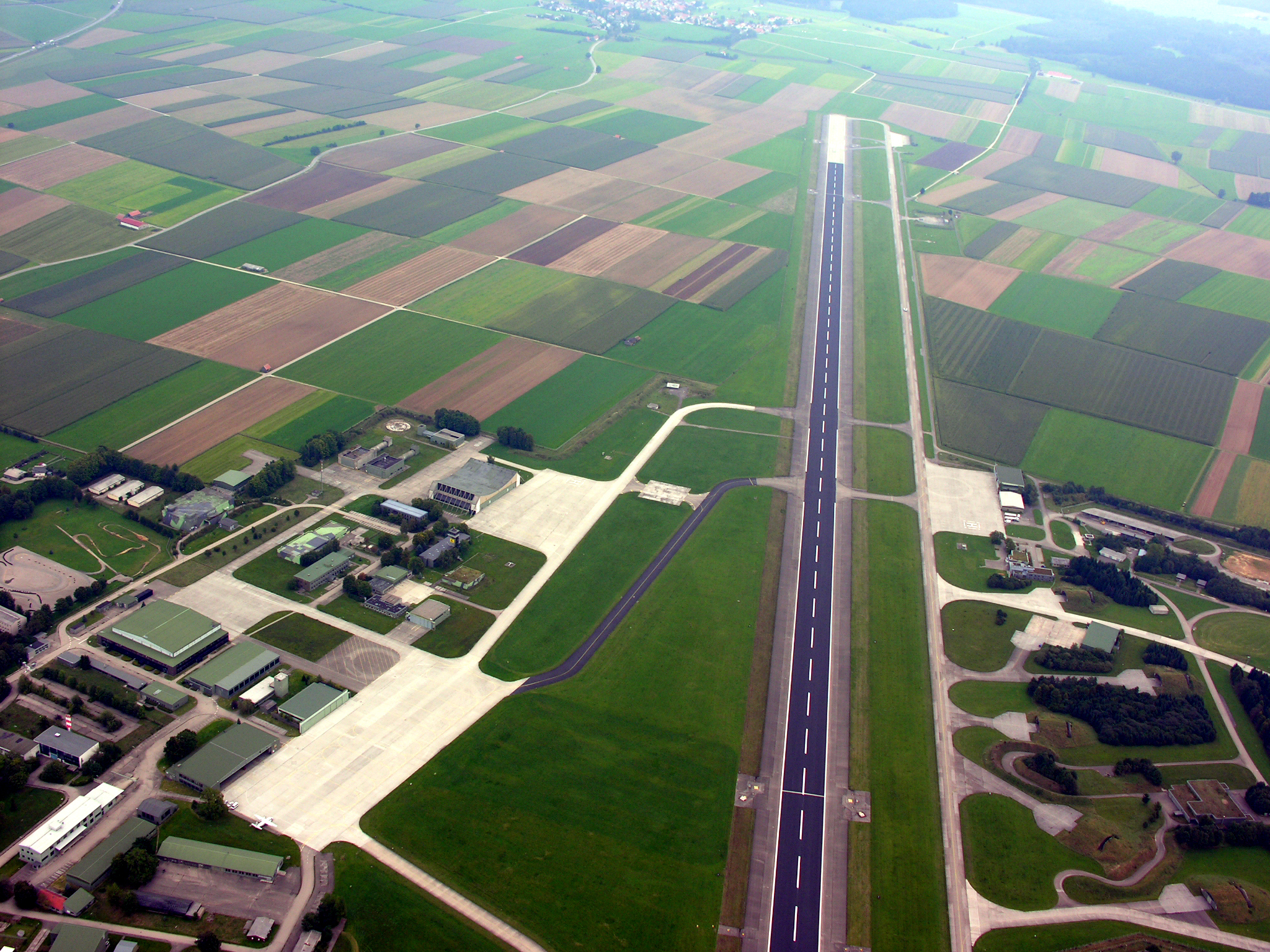
Das Gelände des Flughafens Memmingen 2005, in der Bildmitte links das heutige Terminal

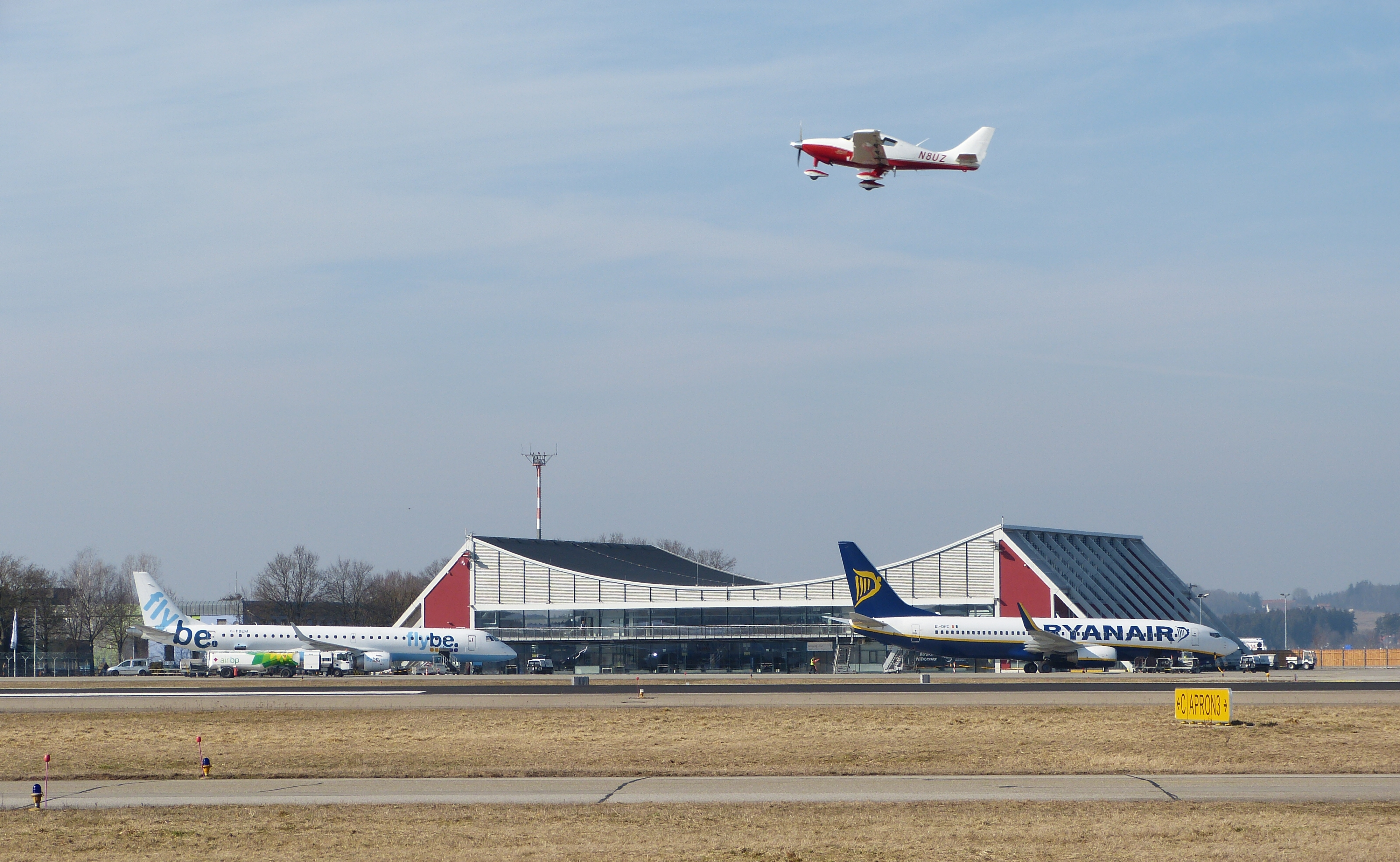
Blick über das Vorfeld auf das Terminal mit Maschinen von Flybe und Ryanair

Am 13. Juni 2002 gründeten lokale Unternehmer und der Landkreis Unterallgäu die air + park allgäu GmbH & Co. KG, die sich später in Allgäu Airport GmbH & Co. KG umbenannte, um die Möglichkeiten einer zivilen Nutzung des Flughafens nach seiner Schließung vorzubereiten. Bereits am 31. Juli wurde ein Antrag auf luftrechtliche Änderungsgenehmigung beim Luftamt Südbayern eingereicht. Am 20. Juli 2004 erfolgte dann die Zulassung als Regionaler Verkehrsflughafen Allgäu.
Der Flugbetrieb der allgemeinen Luftfahrt begann am 5. August desselben Jahres, zu diesem Zeitpunkt jedoch noch ohne Linien- oder Charterflugverkehr. Zur Hannover Messe im Jahr 2005 wurden erstmals tägliche Bedarfsflüge angeboten; wegen mangelnder Nachfrage mussten diese jedoch wieder abgesagt werden. Ein weiterer, von Dauair geplanter Liniendienst, zweimal wöchentlich nach Dortmund und Rostock ab dem 27. August 2006, konnte wegen Insolvenz nicht durchgeführt werden. Als Ersatz wurden im Herbst 2006 zweimal pro Woche Bedarfsflüge für einen Allgäuer Hotelier zwischen Dortmund und Memmingen durch die Luftfahrtgesellschaft Walter angeboten; das Passagieraufkommen beschränkte sich in der zweimonatigen Phase auf etwa 100 Personen.
Ende Juni 2005 beschloss der Landkreis Oberallgäu eine Starthilfe von 480.000 Euro für den Flughafen. Am 18. September 2005 entschied sich die Bevölkerung der Stadt Memmingen in einem Bürgerentscheid mit knapper Mehrheit, eine weitere Starthilfe in Höhe von 200.000 Euro zu gewähren. Bei einem ebenfalls am 18. September 2005 durchgeführten Bürgerentscheid im Landkreis Unterallgäu entschieden sich die Bürger jedoch deutlich gegen eine Anschubfinanzierung in Höhe von 400.000 Euro. Am 15. Dezember 2005 wurde nach dreijähriger Verhandlung mit der Bundesanstalt für Immobilienaufgaben der Verkauf des Flughafengeländes abgeschlossen. Damit gingen 144 Hektar des insgesamt 243 Hektar umfassenden Geländes in den Besitz der Betreibergesellschaft über. Ursprünglich war in einem Gutachten ein Wert für das Flughafengelände von 32 Millionen Euro ausgewiesen worden, was sich auf Baulandpreise bezog. Das Flughafenareal wurde tatsächlich für 2,1 Millionen Euro verkauft, was einem Pauschalpreis von unter 1,50 Euro pro Quadratmeter entspricht, einschließlich aller Gebäude und der gesamten sonstigen Infrastruktur. Die Betreibergesellschaft verpflichtete sich im Gegenzug zur Übernahme der Altlasten. Der Freistaat Bayern förderte Investitionen in den Umbau des Militärflugplatzes zu einem zivilen Verkehrsflughafen und sagte in diesem Zusammenhang einen Investitionszuschuss in Höhe von 7,5 Millionen Euro zu. Im Rahmen eines Notifizierungsverfahrens stimmte die EU im März 2007 dieser Bezuschussung zu.
Die Klagen dreier umliegender Gemeinden sowie mehrerer Anwohner und Landwirte vor dem Bayerischen Verwaltungsgerichtshof gegen die luftverkehrsrechtliche Genehmigung wurden mit Urteil vom 2. Dezember 2005 abgewiesen. Das Bundesverwaltungsgericht hatte gegen dieses Urteil allerdings wegen grundsätzlicher Bedeutung eine Revision zugelassen, diese jedoch, und damit alle anhängigen Klagen, nach mündlicher Verhandlung am 13. Dezember 2007 in letzter Instanz abgewiesen.
Der Umbau der Picasso-Halle, eines ehemaligen Wartungshangars des früheren Fliegerhorstes in ein Terminal zur Abfertigung von Passagieren wurde kurz vor Aufnahme des Linienflugbetriebs 2007 abgeschlossen, ebenso wurden in dieser Zeit ein Instrumentenlandesystem sowie weitere technische Ausrüstung installiert und auf dem Gelände des ehemaligen Fliegerhorsts Parkflächen, Verwaltungs- und Servicegebäude eingerichtet. Südlich der Start- und Landebahn entstanden Flächen für die allgemeine Luftfahrt. Für den Sommerflugplan 2008 wurde die Zahl der Parkplätze auf dem Flughafengelände nahezu verdoppelt, um ausreichend Stellplätze für das prognostizierte Passagieraufkommen anbieten zu können.
Mit Wirkung vom 25. September 2008 wurde der Platz formal in Memmingen umbenannt und dies in den NfL I 230/08 bekanntgegeben.
Im Mai 2009 wurde das Terminal erweitert und unter anderem eine zweite Etage mit weiteren Wartebereichen eingerichtet – die Erweiterung wurde am 29. Mai durch den bayerischen Wirtschaftsminister Martin Zeil eröffnet. Ein Jahr später wurde das Terminalgebäude um zwei weitere Flugsteige auf insgesamt sechs erweitert und damit die Kapazität des Terminals auf 1,5 Millionen Passagiere erhöht. Im September 2010 wurden Pläne veröffentlicht, wonach auf dem Flughafengelände ein neues Hotel entstehen sollte. Zu diesem Zweck wurde das ehemalige Krankenhaus des Fliegerhorsts umgebaut und erweitert.
2010 nahm die Billigfluglinie Ryanair den Linienverkehr auf. Sie konnte vom Flughafen Friedrichshafen abgeworben werden, nachdem sich dieser geweigert hatte, die von Ryanair geforderten Marketingzuschüsse zu bezahlen. Ryanair entwickelte sich in den folgenden Jahren zur primären Fluggesellschaft am Standort Memmingen.

### Ausbau von 2010 bis 2021
Im November 2010 wurden Planungen für weitere bauliche Maßnahmen bekannt gegeben, darunter eine Verbreiterung der Start- und Landebahn inklusive Ausbau der Rollwege sowie die Erweiterung des Terminals. Im Juni 2011 wurde der Planfeststellungsbeschluss für die bereits im Winter 2010 angekündigten Ausbaumaßnahmen beantragt. Nach Planung soll die Start- und Landebahn von 30 Meter auf 45 Meter verbreitert und vom 2401 Meter auf 2981 Meter verlängert werden. Der betonierte Bereich, auf dem sich die Bahn befindet, ist 2981 Meter lang und 60 Meter breit, wobei aufgrund verschiedener Faktoren (siehe Technische Ausstattung) bisher nur der innere Bereich von 30 Meter Breite und 2401 Meter Länge als Start- und Landebahn dient. Durch den Ausbau ändert sich die Größe des gegossenen Betons nicht. Die Bahn wird von 30 auf 45 Meter verbreitert, indem die bisher 15 Meter breiten befestigten Schultern auf beiden Seiten, jeweils auf die Hälfte d. h. 7,5 Meter verschmälert werden. Die Bahn wird dabei von 2401 auf 2630 Meter verlängert. Dabei soll auch  die Befeuerung der Start- und Landebahn erneuert werden. Außerdem soll ein Instrumentenlandesystem (ILS) in die Nebenanflugrichtung 06 errichtet werden und voraussichtlich 2021  die Inbetriebnahme erfolgen.
Neben diesen Maßnahmen kommen weitere Asphalt- und Tiefbauarbeiten hinzu, wie die Vergrößerung des Vorfelds, die Erweiterung der Gepäckhalle in einer Größe von 2.100 m² und der Bau ein neues Regenrückhaltebeckens. Zudem ist der Bau neuer Flugzeughallen und eine Erweiterung der Parkmöglichkeiten angedacht.  Zusammenhängend mit dem Ausbau sollen leerstehende Gebäude bzw. Grundstücke vermietet oder verkauft werden. Beantragt wurde, die reguläre Betriebszeit von 22:00 Uhr auf 23:00 Uhr auszudehnen und verspätete Flüge bis 23:30 Uhr zu erlauben.
Anfang März 2013 genehmigte die Regierung von Oberbayern den Planfeststellungsbeschluss mit dem Ausbau des Terminals, den Neubau von Hangars sowie die Verbreiterung und Verlängerung der Start- und Landebahn und den Ausbau der Taxiways. Ebenso wurde einer teilweisen Ausdehnung der Flugbetriebszeiten unter bestimmten Einschränkungen zugestimmt. Mehrere Bürger, der Bund Naturschutz und die Gemeinde Westerheim reichten Klage gegen den Beschluss ein. Die Gemeinde Memmingerberg beteiligte sich an der Klage, allerdings nur gegen die Verlängerung der Flugzeiten und nicht gegen den gesamten Planfeststellungsbeschluss. Der Prozess gegen den Flughafenausbau und die Verlängerung der Flugzeiten fand im Juni und Juli 2015 vor dem Verwaltungsgerichtshof in München statt. Das Gericht wies sämtliche Klagen am 14. Juli 2015 ab; eine Revision wurde nicht zugelassen. Im September 2017 genehmigte die EU-Kommission eine Beihilfe des Freistaats Bayern, der von insgesamt 17 Millionen Euro Ausbaukosten nun 12,2 Millionen Euro beisteuern darf.
Im Dezember 2017 zertifizierte die Europäische Agentur für Flugsicherheit (EASA) die Sicherheitsstandards des Flughafens.
Durch ausgelastete Baufirmen verzögerte sich der Ausbau weiter und die Kostenprognose wurde von 17 auf 20 Millionen Euro erhöht. Der offizielle Spatenstich fand am 5. Oktober 2018 durch Bayerns Ministerpräsident Markus Söder statt. Während der Verbreiterung der Start- und Landebahn wurde der Flughafen vom 17. bis einschließlich 30. September 2019 geschlossen. Im Januar 2020 wurde die neue Befeuerung fertiggestellt. Dabei wurden 600 neue Leuchten, 120 Kilometer Kabel und zwei neue Notstromaggregate mit insgesamt 800 kW Leistung installiert.
Im Rahmen der COVID-19-Pandemie wurde in der ehemaligen Lärmschutzhalle, gegenüber dem Terminal, ein Testzentrum eingerichtet. Im November 2021 wurden von der Bundeswehr mit Airbus A310 MedEvac mehrere Verlegungsflüge von Corona-Intensivpatienten durchgeführt, um die lokalen Krankenhäuser zu entlasten.
Am 5. Oktober 2021 wurde die neue Gepäckhalle östlich des Terminals in Betrieb genommen. Die Investition für die Halle und zugehörige Technik belief sich auf etwa drei Millionen Euro.

## Fluggesellschaften und Ziele

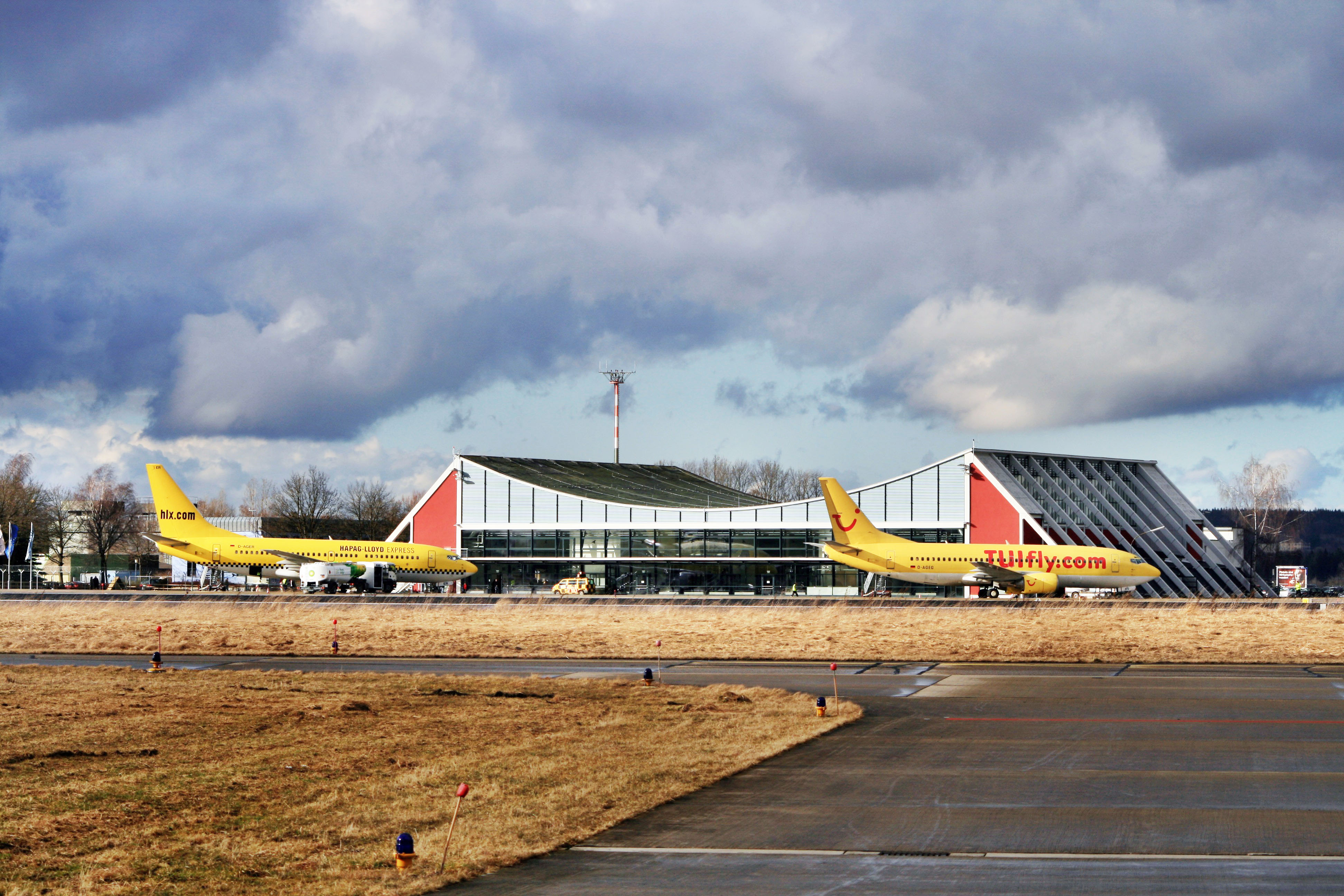
TUIfly führte die ersten Linienflüge auf dem Flughafen durch

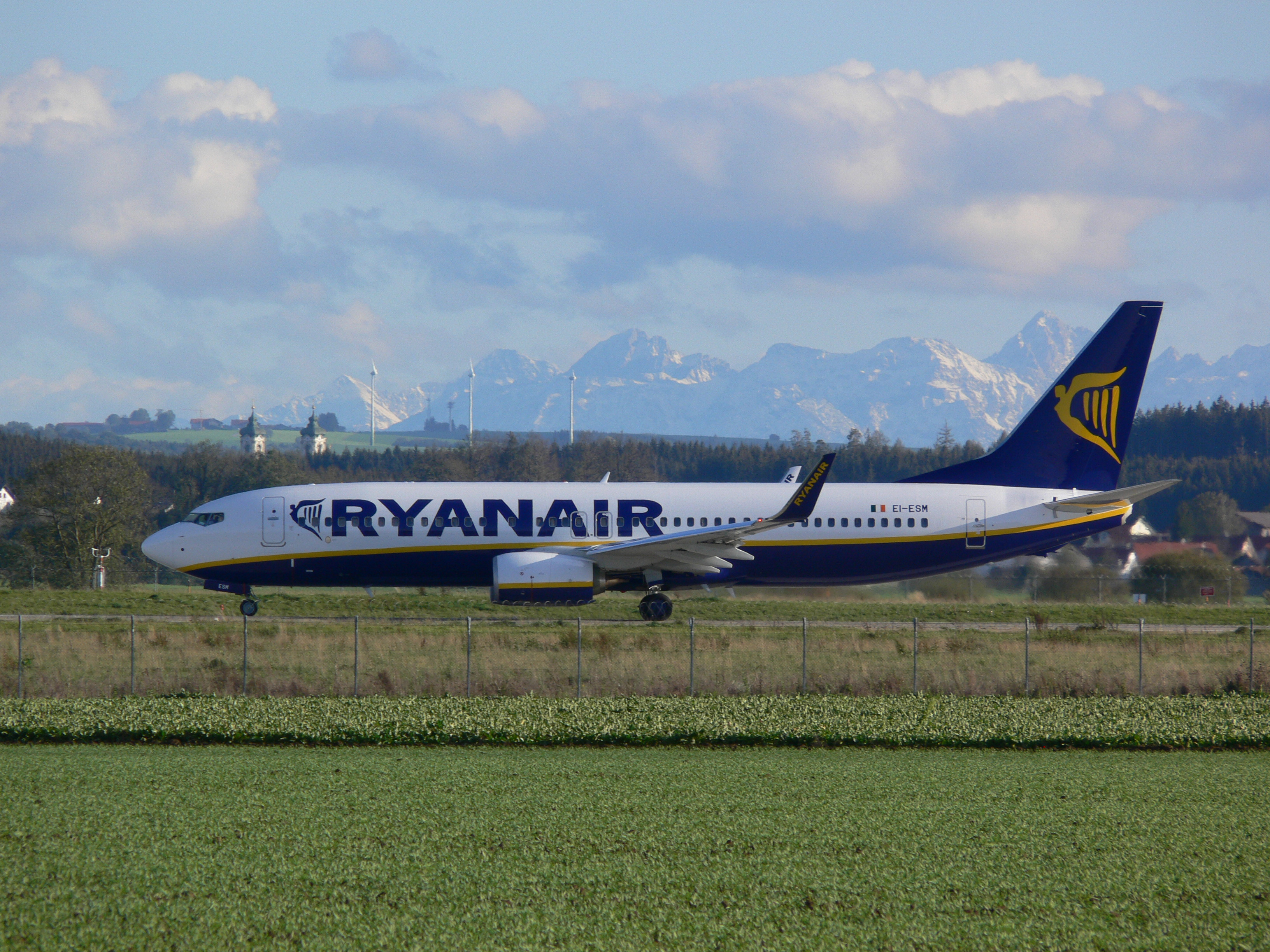
Eine Boeing 737-800 von Ryanair auf dem Flughafen Memmingen

Am 28. Juni 2007 nahm TUIfly den Linienflugverkehr am Memminger Flughafen auf. Angeboten wurden zunächst die Urlaubsziele Mallorca, Kreta, Neapel, Rom, Venedig und Antalya sowie innerdeutsche Flugverbindungen nach Berlin und Hamburg. Zum Winterflugplan 2007 und zum Sommerflugplan 2008 wurde das Angebot sukzessive ausgeweitet, unter anderem wurden Verbindungen nach Köln und nach Tel Aviv neu aufgenommen.
Ab April 2009 bot die irische Billigfluggesellschaft Ryanair, die angekündigt hatte, den Flughafen Memmingen als München-West zu vermarkten, zunächst Flüge von Memmingen nach Alghero, Alicante, Dublin, Girona, London-Stansted, Pisa und Reus an. Im Herbst 2009 wurde das Angebot ausgebaut, ab Oktober wurden die zusätzlichen Ziele Bremen und Stockholm-Skavsta sowie ab November das schottische Edinburgh angeflogen. Seither wurde, teils saisonal, um weitere Ziele ergänzt, darunter Trapani und Faro. Im Sommerflugplan 2011 folgte Rom-Ciampino sowie Palma. Für den Sommerflugplan 2012 wurden zwei neue Routen nach Brüssel-Charleroi und Budapest angekündigt.

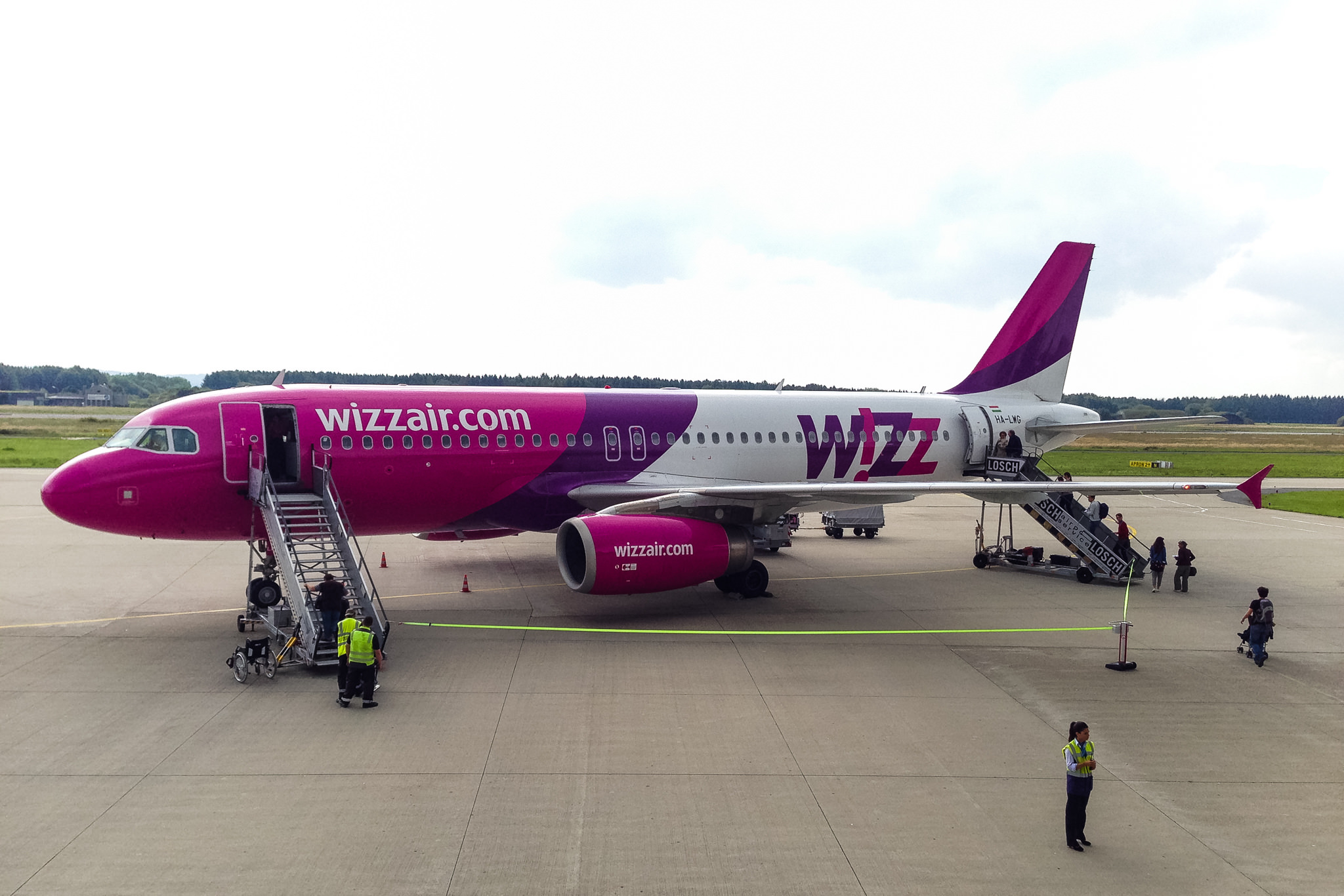
Maschine von Wizz Air am Flughafen Memmingen

Seit dem 7. August 2009 bot die ungarische Fluggesellschaft Wizz Air eine Verbindung nach Kiew an und vom 22. September 2009 bis Februar 2010 wurde auch das polnische Kattowitz angeflogen. Es folgte eine Verbindung nach Lemberg, die aber bald darauf wegen Umbauarbeiten am Flughafen ausgesetzt und nicht wieder aufgenommen wurde, sowie zum Sommerflugplan 2011 eine neue Verbindung in die serbische Hauptstadt Belgrad. Ab dem 3. Oktober 2013 wurde auch die ukrainische Stadt Donezk angeflogen; die Verbindung wurde aufgrund der Zerstörung des Flughafens Donezk 2014 wieder eingestellt. Wizz Air will Memmingen langfristig zu ihrem süddeutschen Standort ausbauen.
Zum 25. Oktober 2009 wurden die meisten Städteverbindungen von TUIfly von Air Berlin übernommen, darunter auch die Verbindungen nach Hamburg, Köln (beide wurden wieder eingestellt) und Berlin, während die restlichen Strecken der TUIfly ab Memmingen, darunter Verbindungen nach Rom und Pisa, für den Winterflugplan 2009/2010 gestrichen wurden. Somit war die Gesellschaft erstmals seit Sommer 2007 nicht mehr in Memmingen präsent, sie kehrte zum Sommerflugplan 2010 aber saisonal wieder zurück. Berlin wurde durch Air Berlin ab dem Winterflugplan 2010/2011 ebenfalls nicht mehr bedient. Im Zuge der Einführung der Luftverkehrsabgabe strich Ryanair alle innerdeutschen Fluglinien, damit entfiel mit der Verbindung nach Bremen auch die letzte innerdeutsche Verbindung ab Memmingen.
Nach dem Rückzug von Air Berlin verstärkte sich die dominierende Position von Ryanair, die im Winter 2010/2011 88,2 % aller Linienflüge ausführte.
Um ein größeres Angebot auf dem Flughafen zu schaffen und auch wieder innerdeutsche Flüge anbieten zu können, gründeten einige Gesellschafter des Flughafens mit dem Münchner Unternehmer Georg Eisenreich die touropa touristik GmbH & Co. KG. Unter der Traditionsmarke wurden zuerst Pauschalreisen mit Flügen nach Gran Canaria, La Palma, Zypern, Hurghada und Antalya angeboten. Dafür wurde ein Airbus A319 der Germania gechartert und am Flughafen stationiert. Die Flüge wurden mit Beginn des Sommerflugplans 2012 aufgenommen. Im März 2012 wurde angekündigt, dass Avanti Air im Auftrag von Touropa ab Juni 2012 Linienverbindungen nach Berlin und Hamburg durchführt. Dazu wurde ein Flugzeug vom Typ ATR 72-200 mit drei Crews und Technikern auf dem Flughafen stationiert. Die Flüge firmierten unter dem Namen flytouropa, unter dem auch Einzelflüge für die mit Germania angebotenen Flüge gebucht werden konnten. Mangels Nachfrage wurden zum 1. Dezember 2012 die Flüge nach Berlin und Hamburg und ab 12. Januar 2013 auch die Flüge auf die Kanaren wieder eingestellt. Nachdem die anderen Flugziele (Zypern, Hurghada und Antalya) bereits im Laufe des Jahres 2012 eingestellt worden sind, bietet Touropa keine Flüge ab Memmingen mehr an.
Die ab dem 4. Mai 2013 geplanten wöchentlichen Flüge auf die Kanareninseln Gran Canaria und Fuerteventura kamen nicht zustande, da der Veranstalter Aviation Service Erfurt den Verkauf dieser Reisen eingestellt hatte. Die zunächst zum Einsatz gekommene Fluggesellschaft XL Airways Germany meldete Insolvenz an, und die Fluggesellschaft Enter Air, die an deren Stelle einspringen sollte, machte einen Rückzieher.
Am 10. Oktober 2013 wurde bekannt, dass Germanwings ab dem 8. Dezember 2013 regelmäßige Flüge von Memmingen nach Berlin und Hamburg durchführen wollte. Die Flüge, die sowohl im Einzelverkauf als auch in Kombination mit Übernachtungen vermarktet werden sollten, wurden schließlich von Eurowings durchgeführt. Aufgrund der Ausflottung der CRJ900-Flugzeuge bei Germanwings sollten sie bald darauf wieder aufgegeben werden. Daraufhin kündigte Intersky jedoch an, die Flüge als Zwischenstopp von und nach Friedrichshafen zu übernehmen und auszuweiten.
Seit dem 1. November 2014 fliegt Wizz Air zweimal wöchentlich die rumänische Stadt Timișoara an. Für den Sommerflugplan 2015 hatte Wizz Air angekündigt, das Engagement weiter auszubauen und die Stadt Tuzla in Bosnien und Herzegowina sowie die Hauptstädte Bulgariens und Litauens, Sofia und Vilnius, zu bedienen. Mit den neuen Zielen Hermannstadt (Sibiu), Kutaissi, Niš und Podgorica löste Wizz Air im Sommerflugplan 2016 Ryanair als aktivste Airline am Flughafen Memmingen ab.
Am Abend des 5. November 2015 stellte die Regionalfluggesellschaft InterSky den Flugbetrieb ein. Die Strecken nach Hamburg, Berlin und Köln/Bonn fielen komplett weg. Seitdem gibt es ab Memmingen keine innerdeutschen Flüge mehr.
Seit dem Sommerflugplan 2016 bot die Low Cost Airline Pobeda, 100 %-Tochter der russischen Staatsairline Aeroflot, Flüge zu ihrem Hub nach Moskau an. Diese wurden nach dem russischen Überfall auf die Ukraine 2022 eingestellt.
Seit dem 1. September 2017 betreibt Ryanair in Memmingen eine Basis mit 35 Mitarbeitern und hat dort ein Flugzeug fest stationiert. Insgesamt bediente Ryanair im Winter 16 Ziele ab Memmingen; neu waren Fes, Oradea, Sevilla, Stockholm, Thessaloniki und Warschau Modlin. Seit dem 31. März 2019 ist eine weitere Maschine der Ryanair in Memmingen stationiert und die Belegschaft wurde auf 70 Mitarbeiter aufgestockt. Dabei werden primär bestehende Ziele weiter ausgebaut und zum Teil ganzjährig angeflogen.
Aufgrund der COVID-19-Pandemie wurde der Winterflugplan 2020 drastisch eingeschränkt. Im April kam der Flugverkehr nahezu ganz zum Erliegen. Durch den verhältnismäßig starken Anteil von Arbeitsmigranten und Pendlern aus Osteuropa wurden die ersten Verbindungen bereits im Mai 2020 wieder aufgenommen und dauerhaft für eine stabile Auslastung gesorgt. Der reguläre Flugbetrieb im Rahmen eines reduzierten Sommerflugplans 2020 wurde ab 1. Juli 2020 wieder aufgenommen.
Im Sommerflugplan 2020 bedienten mit Stand 14. Juli 2020 acht Fluggesellschaften 49 Ziele ab Memmingen, neben Zielen in Osteuropa in erster Linie Ferienziele im Mittelmeerraum. Im Winterflugplan 2020/21 wurden nur 29 Ziele angeflogen, durch die anhaltende Pandemie kam es allerdings zu vermehrten Änderungen im Flugplan. Die Anzahl der Flüge wurde im Sommerflugplan 2021 wieder deutlich ausgebaut und es konnten 46 Flugziele angeboten werden. Mit Beginn des Winterflugplans 2022/23 stationierte Ryanair eine dritte Maschine am Flughafen und erhöhte die Anzahl der direkt beschäftigten Mitarbeiter auf 90.

## Sonstige Nutzung
Neben dem Linien- und Charterverkehr wird der Flughafen auch für die Allgemeine Luftfahrt sowie als Ausweichflugplatz und für Übungsflüge durch die Bundeswehr genutzt.

### Sportfluggruppe Memmingen
Der Vorläufer der Sportfluggruppe Memmingen gründete sich im Jahre 1936. Durch den Ausbruch des Zweiten Weltkrieges fand die Gruppe aber schnell wieder ein Ende. 1950 wurde der Verein neu gegründet. Hauptsächlich Segelflieger flogen damals. Der Verein half auch mit, die Start- und Landebahn wieder in einen, wenn auch eingeschränkt nutzbaren Zustand zu bringen. In den folgenden Jahren wurde das Inventar wie Zugfahrzeuge, Winden und weiteres stetig ausgebaut. Auch die Bevölkerung zeigte ein großes Interesse für das Fliegen, was durch verschiedene Flugzeugtaufen am Marktplatz oder Hallhof in Memmingen belegt ist. Die Übernahme der Bundeswehr 1955 und die Wiederaufnahme des Flugbetriebes beeinträchtigte die Sportfluggruppe nicht. Es engagierten sich auch viele Militärpiloten in dem Verein. Parallel dazu entwickelte sich seit Mitte der 1960er Jahre die aus der Sportfluggruppe der Bundeswehr hervorgegangene Sportfluggruppe Memmingerberg. Diese betrieb neben dem Segelflug auch Motorflug. 1995 folgte der Zusammenschluss der beiden Gruppen und die Umbenennung in Sportfluggruppe Memmingen e. V.

### DOTEC GmbH Wartungs-Center
Bereits seit 2006 hat sich das Luftfahrzeug-Wartungsunternehmen DOTEC GmbH am Flughafen Memmingen etabliert. Im Jahr 2011 erhielt die Firma ihre EASA-Part-145-Anerkennung durch das Luftfahrtbundesamt und bietet für eine große Bandbreite von Flugzeugen Wartung und Instandsetzung sowie Umbauten und Ein-/Nachrüstungen in der Halle 26 an.
Die zur „Line und Base“-Wartung genehmigten Luftfahrzeugtypen decken von Kleinflugzeugen bis 2,0 t über ein- und zweimotorige Flugzeuge bis zu einem max. Abfluggewicht von 5,7 t fast aller Hersteller, sowie Flugzeuge wie Dornier 328 Turboprop und Jet in der Base- sowie Boeing 737NG und die Airbus A320 Serie (A318 bis A321) in der Line-Wartung ab.

### Excellent Air
Im Jahr 2014 wurde das Charterflugunternehmen Excellent Air am Flughafen Memmingen gegründet und hat dort seinen Sitz. Ebenfalls wurde in diesem Zuge das Unternehmen Excellent Jet Service GmbH gegründet und betreibt einen kleinen Wartungshangar am Flughafen.

### Militärischer Flugverkehr
Neben zivilem Flugverkehr findet am Flughafen Memmingen auch militärischer Flugverkehr durch die Bundeswehr statt.
- Für das Taktische Luftwaffengeschwader 74 mit Sitz in Neuburg an der Donau dient der Flughafen Memmingen als Ausweichflugplatz. Zweimal jährlich findet zudem eine Schulung für das zivile Personal des Flughafens Memmingen statt und es werden Flugübungen durchgeführt.[69][70]
- Durch die Luftlande- und Lufttransportschule im oberbayerischen Altenstadt finden regelmäßig Übungsflüge des militärischen Transportflugzeugs A400M bzw. Fallschirmsprungübungen mit dem Kurzstrecken-Transportflugzeug M28 statt.[71][72]
- Für den Fliegerhorst Lechfeld in Lagerlechfeld, an dem zeitweise eine Stationierung des Militärtransporters A400M geplant war, hätte der Flughafen Memmingen ebenfalls als Ausweichflughafen gedient.[73][74]
- Vom Flugplatz Laupheim aus, an dem das Hubschraubergeschwader 64 der deutschen Luftwaffe stationiert ist, finden regelmäßig Flüge von Transporthubschraubern vom Typ CH-53 über den Flughafen Memmingen statt.[75][76][77]
- Mit dem A400M werden regelmäßig Transferflüge über den Flughafen Memmingen innerhalb der Bundeswehr geflogen.[78]

## Verkehrszahlen
In den ersten Jahren nach Eröffnung des Flughafens im Jahr 2004 fand kein nennenswerter Passagierverkehr statt. Nach Aufnahme des Linienflugbetriebes im Juni 2007 wurden in den ersten zwölf Monaten über 380.000 Passagiere verzeichnet. Im ersten vollständigen Geschäftsjahr 2008 wurden 460.081 Passagiere abgefertigt. Seitdem stiegen die Passagierzahlen am Flughafen konstant an und erreichten ihren Höhepunkt mit 911.609 Passagieren im Jahr 2010. Der Rückgang 2011 wurde primär mit dem Wegfall der innerdeutschen Verbindungen begründet, nachdem Air Berlin die Bedienung ihrer Routen eingestellt hatte. Für 2012 rechnete der Flughafen mit 950.000 Passagieren, erreichte aber nur 869.937. Die Zahl stieg zwar im Vergleich zum Vorjahr um 14 Prozent, das selbst gesteckte Ziel wurde aber deutlich verfehlt. Die Passagierzahlen erreichten mit 750.334 ihren Tiefpunkt im Jahr 2014. Seitdem konnte die Anzahl der Passagiere zunehmend gesteigert werden. Der Anstieg geht hierbei auch sehr stark auf die zunehmenden Flugverbindungen nach Osteuropa zurück. 2017 fertigte der Flughafen erstmals mehr als eine Million Passagiere in einem Jahr ab. Am 6. Dezember 2018 konnte der zehnmillionste Passagier begrüßt werden. Nach einem Gutachten zum Ausbau des Flughafens wird bis 2025 mit einem jährlichen Passagieraufkommen von bis zu 2,8 Millionen gerechnet. Die COVID-19-Pandemie führte zu einem Einbruch der Passagierzahlen von 1,7 Millionen 2019 auf 691.780 im Jahr 2020.
Laut einem Interview mit dem Geschäftsführer des Flughafens aus dem Frühjahr 2015 beträgt der Anteil der Fluggäste, die ihre Reise am Allgäu Airport beginnen und wieder beenden (Outgoing), 59 %; der Anteil der Fluggäste, die über den Allgäu Airport einreisen und einen zeitlich begrenzten Aufenthalt in der näheren oder weiteren Umgebung des Flugplatzes verbringen (Incoming), beträgt 41 %. Gemäß den Ergebnissen einer Studie ifo Instituts im Auftrag des Bayerischen Wirtschaftsministeriums vom Dezember 2018 sind im Durchschnitt 40 % der Fluggäste des Flughafens Memmingen Incoming Passagiere. Knapp zwei Drittel aller Übernachtungen der Reisenden verbleibt in Bayern und davon knapp 60 % in den bayerischen Zielregionen dieser Studie. Viele reisen jedoch auch ins angrenzende Baden-Württemberg oder die Nachbarländer Österreich und Schweiz weiter. Laut der genannten Studie des ifo Instituts reisten 294.700 Passagiere im Jahr 2018 über den Flughafen Memmingen ein. Von den einreisenden Fluggästen gaben 21 % das Allgäu als Ziel an und davon wiederum 40 % nannten als Anlass eine private Urlaubsreise. Aus den Zahlen der ifo-Studie und den Daten des Bayerischen Landesamtes für Statistik ergibt sich, dass bei fast 4 Millionen Gästeankünften im Allgäu im Jahr 2018 0,6 % der Allgäu-Urlauber über den Allgäu Airport angereist sind.
Die folgenden Angaben stammen aus dem Archiv der Statistiken über die Entwicklung im Passagier- und Frachtverkehr des Flughafenverband ADV und den Statistiken des Statistischen Bundesamtes, sowie eigenen Angaben des Flughafens Memmingen.
| Jahr | Flugbewegungen | Passagiere |
| ---- | -------------- | ---------- |
| 2005 | 5.338          | 4.769      |
| 2006 | 5.724          | 4.715      |
| 2007 | 10.948         | 173.103    |
| 2008 | 7.985          | 460.081    |
| 2009 | 10.000         | 812.217    |
| 2010 | 10.292         | 911.609    |
| 2011 | 8.389          | 767.782    |
| 2012 | 10.368         | 867.375    |
| 2013 | 8.546          | 838.969    |
| 2014 | 8.540          | 750.334    |
| 2015 | 10.145         | 883.490    |
| 2016 | 9.759          | 996.714    |
| 2017 | 11.082         | 1.179.875  |
| 2018 | 13.082         | 1.492.553  |
| 2019 | 13.930         | 1.722.764  |
| 2020 | 8.155          | 690.780    |
| 2021 | 10.545         | 980.708    |
| 2022 | 15.804         | 1.991.208  |
| 2023 | 27.574         | 2.824.711  |
| 2024 | 31.647         | 3.242.090  |

| Rang                                                             | Ziel              | Passagiere 2022 | Veränderung | Passagiere 2021 | Starts 2022 | Veränderung | Starts 2021 |
| ---------------------------------------------------------------- | ----------------- | --------------- | ----------- | --------------- | ----------- | ----------- | ----------- |
| 1                                                                | Palma de Mallorca | 66.021          | ▲160,04 %   | 25.389          | 428         | ▲478,387 %  | 74          |
| 2                                                                | Sofia             | 52.420          | ▲54,92 %    | 33.837          | 340         | ▲39,34 %    | 244         |
| 3                                                                | Skopje            | 41.017          | ▲60,74 %    | 25.517          | 224         | ▲38,27 %    | 162         |
| 4                                                                | Pristina          | 38.077          | ▲85,27 %    | 20.552          | 216         | ▲40,26 %    | 154         |
| 5                                                                | Tirana            | 37.924          | ▲87,28 %    | 20.250          | 227         | ▲81,60 %    | 125         |
| 6                                                                | Belgrad           | 36.232          | ▲101,29 %   | 18.000          | 190         | ▲62,40 %    | 117         |
| 7                                                                | Varna             | 31.034          | ▲86,85 %    | 16.609          | 208         | ▲60,00 %    | 130         |
| 8                                                                | London-Stansted   | 29.957          | ▲269,57 %   | 8.106           | 196         | ▲133,33 %   | 84          |
| 9                                                                | Tuzla             | 26.549          | ▲68,36 %    | 15.769          | 178         | ▲48,33 %    | 120         |
| 10                                                               | Dublin            | 25.141          | ▲239,61 %   | 7.403           | 170         | ▲136,11 %   | 72          |
| 11                                                               | Palermo           | 24.057          | ▲91,49 %    | 12.563          | 147         | ▲72,94 %    | 85          |
| 12                                                               | Porto             | 23.142          | ▲82,19 %    | 12.702          | 134         | ▲45,65 %    | 92          |
| 14                                                               | Hermannstadt      | 22.524          | ▲48,19 %    | 15.199          | 142         | ▲16,39 %    | 122         |
| 15                                                               | Thessaloniki      | 22.426          | ▲83,59 %    | 12.215          | 138         | ▲62,35 %    | 85          |
| 16                                                               | Bukarest          | 22.015          | ▲126,70 %   | 9.711           | 117         | ▲67,14 %    | 70          |
| 17                                                               | Timisoara         | 21.591          | ▲106,87 %   | 10.437          | 139         | ▲69,51 %    | 82          |
| 18                                                               | Malaga            | 20.472          | ▲72,66 %    | 11.857          | 126         | ▲50,00 %    | 84          |
| 19                                                               | Alicante          | 19.517          | ▲54,09 %    | 12.666          | 117         | ▲34,48 %    | 87          |
| 20                                                               | Sarajevo          | 18.315          | ▲80,39 %    | 10.153          | 117         | ▲64,79 %    | 71          |
| In dieser Statistik sind nur Starts enthalten. (Keine Landungen) |                   |                 |             |                 |             |             |             |

| Rang                                                             | Ziel                   | Passagiere 2022 | Veränderung | Passagiere 2021 | Starts 2022 | Veränderung | Starts 2021 |
| ---------------------------------------------------------------- | ---------------------- | --------------- | ----------- | --------------- | ----------- | ----------- | ----------- |
| 1                                                                | Spanien                | 150.399         | ▲146,08 %   | 61.119          | 986         | ▲111,59 %   | 466         |
| 2                                                                | Rumänien               | 124.404         | ▲109,90 %   | 59.268          | 748         | ▲54,87 %    | 483         |
| 3                                                                | Bulgarien              | 97.944          | ▲86,88 %    | 52.410          | 644         | ▲65,55 %    | 389         |
| 4                                                                | Italien                | 90.860          | ▲176,81 %   | 32.824          | 630         | ▲144,19 %   | 258         |
| 5                                                                | Bosnien u. Herzegowina | 62.246          | ▲89,45 %    | 32.857          | 408         | ▲67,21 %    | 244         |
| 6                                                                | Serbien                | 54.148          | ▲104,72 %   | 26.450          | 312         | ▲64,21 %    | 190         |
| 7                                                                | Nordmazedonien         | 51.021          | ▲50,98 %    | 33.794          | 296         | ▲27,04 %    | 233         |
| 8                                                                | Portugal               | 43.200          | ▲31,04 %    | 32.968          | 257         | ▲5,76 %     | 243         |
| 9                                                                | Griechenland           | 37.130          | ▲13,01 %    | 32.856          | 236         | ▲2,61 %     | 230         |
| 10                                                               | Vereinigtes Königreich | 30.451          | ▲274,04 %   | 8.141           | 232         | ▲136,73 %   | 98          |
| 11                                                               | Kroatien               | 28.829          | ▲216,91 %   | 9.097           | 197         | ▲159,21 %   | 76          |
| 12                                                               | Irland                 | 25.141          | ▲239,61 %   | 7.403           | 170         | ▲136,11 %   | 72          |
| 14                                                               | Lettland               | 15.789          | ▲910,17 %   | 1.563           | 105         | ▲517,65 %   | 17          |
| 15                                                               | Zypern                 | 15.249          | ▲627,18 %   | 2.097           | 98          | ▲444,44 %   | 18          |
| 16                                                               | Israel                 | 13.430          | ▲207,18 %   | 4.372           | 80          | ▲105,13 %   | 39          |
| 17                                                               | Montenegro             | 12.310          | ▲64,00 %    | 7.506           | 81          | ▲22,73 %    | 66          |
| 18                                                               | Georgien               | 11.156          | ▲191,81 %   | 3.823           | 75          | ▲150,00 %   | 30          |
| 19                                                               | Türkei                 | 9.152           | neu         | –               | 60          | neu         | –           |
| 20                                                               | Moldau                 | 9.052           | ▼30,71 %    | 13.071          | 54          | ▼38,64 %    | 88          |
| In dieser Statistik sind nur Starts enthalten. (Keine Landungen) |                        |                 |             |                 |             |             |             |

## Betreibergesellschaft und finanzielle Lage

### Allgäu Airport GmbH & Co. KG
Der Flughafen wurde von der Allgäu Airport GmbH & Co. KG betrieben. Die Gesellschaft wurde 2002 von acht mittelständischen Firmen aus der Region um Memmingen gegründet: Magnet-Schultz, Pfeifer Holding, Dachser, Berger Holding, Hans Kolb Wellpappe, MAHA Maschinenbau Haldenwang, SWH und Kurrle Holding. Am 4. September 2015 umfasste die Gesellschaft 73 Unternehmen, Kommunen und Privatpersonen als Kommanditisten mit Kommanditeinlagen i. H. v. 9.520.000 €. Der Landkreis Neu-Ulm ist direkt mit einer Kommanditeinlage i. H. v. 100.000,00 € beteiligt. Diese wurde bereits im Jahr 2012 wegen der Verluste des Airports als wertlos erklärt und auf einen Euro Erinnerungswert abgeschrieben. Weitere öffentliche Gebietskörperschaften, wie die Städte Kempten (Allgäu) und Kaufbeuren oder die Landkreise Ostallgäu und Oberallgäu sind indirekt durch die Allgäuer Regional- und Investitionsgesellschaft mbH als größter Gesellschafter am Flughafen mit einem Kommanditanteil i. H. v. 1,6 Mio. € beteiligt. 2012 wurde dieser Anteil wegen der Verluste des Flughafens um 50 % auf 0,8 Mio. € wertberichtigt. Zweitgrößter Gesellschafter ist die Risikokapital-Fonds Allgäu GmbH & Co. KG, Kempten mit einem Kommanditanteil i. H. v. 850.000,00 €, gefolgt von der Raiffeisenbank Kleinwalsertal mit einem Kommanditanteil i. H. v. 500.000,00 €. Das Eigenkapital betrug am 31. Dezember 2014 5.010.358,35 €. Den Kapitalanteilen der Kommanditisten i. H. v. 9.520.000,00 € und deren Kapitalkonten II i. H. v. 10.631.000 € standen Verlustkonten i. H. v. 15.140.461,65 € und 1.353.184,30 € nicht durch Vermögenseinlagen gedeckte Verlustanteile von Kommanditisten gegenüber. Geschäftsführer der Gesellschaft ist seit 2002 Ralf Schmid.
Am 3. Februar 2016 wurde die „Flughafen Memmingen GmbH, Memmingerberg“ in das Handelsregister eingetragen. Gegenstand des Unternehmens ist die „Durchführung des Flugbetriebes am Verkehrsflughafen Memmingen in Memmingerberg (IATA CODE: FMM). Hierzu gehören insbesondere der Betrieb der gesamten für die Abwicklung des Flugbetriebes erforderlichen Infrastruktur (Landebahn, Anflugbefeuerung, technische Abwicklung des Flugbetriebes) sowie der gesamte Bereich des Betriebs des Terminals einschließlich Passagierabfertigung. Eingeschlossen sind das Halten und die Verwaltung von Beteiligungen; die Bewirtschaftung von Immobilien; alle mit den vorgenannten Tätigkeiten unmittelbar oder mittelbar zusammenhängenden, fördernden Tätigkeiten.“ Das Stammkapital beträgt 25.000,00 €. Zum Geschäftsführer wurde (wie bei der Allgäu Airport GmbH & Co. KG) Ralf Schmid bestellt.
Die ALLgate GmbH, zuständig für die Passagierabfertigung, ist eine hundertprozentige Tochter der Gesellschaft. Zudem ist der Allgäu Airport mit 40 % an der für die Flugzeugabfertigung zuständigen Losch Airport Service Allgäu GmbH beteiligt.
Die ersten Jahre der Gesellschaft waren geprägt durch Investitionen wie dem Ankauf des Flughafengeländes und der Sanierung bestehender Anlagen. Die Bilanz 2009 bezifferte acht Millionen Euro bis dato aufgelaufene Verluste, elf Millionen Euro langfristige Verbindlichkeiten und 100.000 Euro flüssige Mittel, was eine Einlagenerhöhung der Gesellschafter nötig machte. Allerdings waren bei dieser Bilanz noch nicht die Zuschüsse des Freistaats Bayerns zur Sanierung der Infrastruktur eingerechnet, welche teilweise schon im Voraus geleistet wurden.
Bis Ende 2009 hatte die Gesellschaft, mit Zuschüssen, insgesamt 22 Millionen Euro investiert. 2009 erwirtschaftete der Flughafen erstmals einen Gewinn von 35.000 Euro im operativen Geschäft. Der Umsatz lag in diesem Jahr bei 8,1 Millionen, die Verbindlichkeiten bei 12,4 Millionen Euro und die Bilanzsumme bei 17,5 Millionen Euro.
Das Betriebsergebnis wurde 2010, trotz erschwerter Bedingungen wie den Wegfall der innerdeutschen Verbindungen, auf 106.000 Euro gesteigert. Insgesamt bilanzierte der Flughafen allerdings einen Verlust von 610.000 Euro, bei einem Umsatz von 9,5 Millionen Euro, Verbindlichkeiten von 12,7 Millionen Euro und einer Bilanzsumme von 18,9 Millionen Euro. Die Eigenkapitalquote stieg von 23,8 % im Vorjahr auf 28,7 % und lag damit, nach Angaben des Geschäftsführers, über dem Durchschnitt aller deutscher Flughäfen. Durch den Rückgang der Passagiere wurde 2011 ein schlechteres Ergebnis erreicht. Es wurde ein Verlust von 2.030.843 Euro bilanziert, die Eigenkapitalquote sank auf 24,6 %. Die Verbindlichkeiten stiegen um 6,8 % auf 13,6 Millionen Euro und die Bilanzsumme betrug 19,9 Millionen Euro. Das Ergebnis im Jahr 2012 konnte durch wieder gestiegene Passagierzahlen leicht verbessert werden. Es wurde ein Verlust von 1.125.499 Euro bilanziert, die Eigenkapitalquote sank auf 19,5 %. Als Grund für den Anstieg des Fremdkapitals wurde ein Anstieg von Gesellschafterdarlehen beziehungsweise gesellschafternahe Darlehen zur Finanzierung der Investitionstätigkeit angegeben. Die Verbindlichkeiten stiegen bis Ende 2014 auf 17,6 Millionen Euro bei einer Bilanzsumme von 22,9 Millionen Euro.
Durch den genehmigten Planfeststellungsbeschluss sind umfangreiche Investitionen in die Infrastruktur in Höhe von 15 Millionen Euro geplant. Die hohen jährlichen Defizite der Flughafengesellschaft und die Ausbaupläne werden von den Gegnern kritisiert.
Der Verlust im Jahr 2013 betrug 1,6 Millionen Euro. 2014 stieg er auf 1,753 Millionen Euro. Ende 2014 nahm der Allgäu Airport einen Zwischenkredit in siebenstelliger Höhe auf, um einen Liquiditätsengpass zu überbrücken. Der Kredit kam nur durch den Einfluss von Flugplatzgesellschaftern zustande. Der Allgäu Airport musste bis Mitte 2015 einen tragfähigen Wirtschaftsplan vorlegen, da die zwei beteiligten Banken die Kredite nur unter verschärften Bedingungen auszahlten. Die Wirtschaftsprüfer weisen ausdrücklich darauf hin, „dass die Sicherstellung der finanziellen Handlungsfähigkeit von der fortdauernden Finanzierung durch die Gesellschafter abhängt.“ Die finanzielle Situation konnte im Jahr 2015 leicht verbessert werden. Es wurde ein Verlust von 1.075.065 Euro bilanziert, die Eigenkapitalquote erhöhte sich auf 29,1 %. Die Verbindlichkeiten sanken im Vergleich zum Vorjahr leicht auf 17,1 Millionen Euro bei einer Bilanzsumme von 25 Millionen Euro. Im Jahr 2016 stabilisierte sich die Finanzlage des Airports weiter. Die Eigenkapitalquote stieg auf 32,6 %, die Verbindlichkeiten sanken auf 14,6 Millionen Euro bei einer Bilanzsumme von 22,9 Millionen Euro. Das Jahresergebnis wies einen Fehlbetrag von 498.606 Euro aus, obwohl die Passagierzahl fast 1 Million erreichte und für diese Anzahl ein profitabler Betrieb angekündigt worden war. Die Bilanzsumme im Jahr 2017 sank gegenüber dem Vorjahr um 7,9 % auf 21,1 Millionen Euro. Die Eigenkapitalquote liegt bei 65,3 %. Die zahlungswirksame Veränderung des Finanzmittelbestandes ist 2017 aufgrund Zuflüssen aus der Investitionstätigkeit deutlich positiv. Die Verbindlichkeiten verringerten sich deutlich durch die Rückführung der Bankverbindlichkeiten um 54,7 %.

### Aufgliederung der bisherigen Betreibergesellschaft

Aufteilung der neuen Betriebsgesellschaften

Der ehemalige Oberallgäuer CSU-Landrat Gebhard Kaiser, Berater des Flughafens, brachte den Vorschlag die Airport GmbH in drei Gesellschaften zu gliedern. Am 3. Februar 2016 wurde bereits die Flughafenbetriebsgesellschaft „Flughafen Memmingen GmbH, Memmingerberg“ mit einem Stammkapital i. H. v. 25.000,00 € ins Handelsregister eingetragen. Sie ist für den Flugbetrieb zuständig und trägt das wirtschaftliche Risiko des Flughafens. Eine weitere neu zu gründende Gesellschaft ist die „Besitzgesellschaft II“, an der sich die Gebietskörperschaften mit 7,2 Mio. Euro beteiligen sollen. Auf diese Gesellschaft sollen die Grundstücke, die bisher aufgrund mangelnder Erschließung, Altlasten sowie luftrechtlicher Vorschriften (Luftrecht bricht die kommunale Planungshoheit) nicht verwertet werden konnten bzw. die derzeit als Parkplatz (siehe auch Altlasten PFT) genutzt werden, übertragen werden. Die alte Gesellschaft soll zur „Besitzgesellschaft I“ werden. Sie wird dann den Flughafenkernbereich und die flugaffine Gewerbeflächen umfassen. Diese Gesellschaft soll dann die staatlichen Investitionszuschüsse i. H. v. 12,2 Mio. € und den Verkaufserlös, den die Gebietskörperschaften für ihre Anteile an der Besitzgesellschaft II bezahlen werden (7,2 Mio. €), vereinnahmen.
Mehrere Landkreise und Städte sagten bereits eine Beteiligung an der Besitzgesellschaft II zu:
- Stadt Memmingen: 1,8 Millionen Euro
- Stadt Kaufbeuren: 252 Tausend Euro
- Stadt Kempten (Allgäu): 648 Tausend Euro
- Landkreis Unterallgäu: 0,9 Millionen Euro
- Landkreiswohnungsbau Unterallgäu GmbH: 0,9 Millionen Euro
- Landkreis Oberallgäu: 1,37 Millionen Euro
- Landkreis Ostallgäu: 720 Tausend Euro
- Landkreis Lindau: 324 Tausend Euro (Unter der Bedingung, dass sich auch die Landkreise Oberallgäu, Ostallgäu und Unterallgäu sowie kreisfreie Städte beteiligen.)[114][117][118]
- Landkreis Neu-Ulm: maximal 288 Tausend Euro (Unter der Voraussetzung, dass sich die anderen Kommunen ebenfalls beteiligen.[119] Diese Zusage wird mit folgender Erwartung verknüpft: „Es kommt künftig zu keinen weiteren Anfragen der Flughafenbetreiber und der Grundbesitzgesellschaft II an den Landkreis Neu-Ulm, was eine Erhöhung des Gesellschafteranteils, Zuschüsse oder Gesellschafterdarlehen anbelangt.“[119])

Gegen den Kauf von Grundstücken durch die Stadt Memmingen und den Landkreis Unterallgäu wurde am 14. Juli 2015 eine Unterschriftenaktion im Rahmen eines Bürgerbegehrens gestartet. Von der Stadt Memmingen wurde diesem ein Ratsbegehren und vom Landkreis Unterallgäu ein Kreistagsbegehren entgegengestellt. Nach Annahme der Bürgerbegehren fanden die dadurch initiierten Bürgerentscheide in Memmingen und im angrenzenden Unterallgäu am 22. November 2015 statt.
In der Stadt Memmingen erreichte das Bürgerbegehren gegen den Grundstückskauf 47,1 % Zustimmung der abgegebenen Stimmen; das Ratsbegehren für den Grundstückskauf kam auf 59,6 % Zustimmung. Da das Quorum bei beiden Begehren nicht erreicht wurde, sind sie rechtlich nicht relevant und der Stadtratsbeschluss zum Grundstückskauf bleibt bestehen.
Im Unterallgäu erreichte das Bürgerbegehren gegen den Grundstückskauf 52,6 % Zustimmung, der abgegebenen Stimmen; das Kreistagsbegehren für den Grundstückskauf kam auf 53,7 % Zustimmung. Das Quorum wurde in beiden Fällen erreicht. Die Entscheidung wurde über die Stichfrage getroffen, die mit 52,7 % zugunsten des Kreistagsbegehrens ausfiel.
Mit Unterzeichnung des Kaufvertrags am 13. November 2017 erwarben die Gebietskörperschaften einen 55-prozentigen Anteil an insgesamt 21 Hektar großen Flächen auf dem Flughafengelände für 5,9 Millionen Euro, was einem Kaufpreis von 51 Euro pro Quadratmeter entspricht und im Vergleich zum ursprünglichen Preis von 1,5 Euro pro Quadratmeter zu sehen ist, den der Flughafen beim Erwerb der Grundstücke bezahlt hat (siehe Abschnitt Flughafen Memmingen 2004 bis 2010).
Seit 2022 leitet der Unternehmer Gerhard Pfeifer als Vorsitzender den Aufsichtsrat der Flughafen Memmingen GmbH und den Beirat der Allgäu Airport GmbH & Co. KG.

### Flughafen Memmingen GmbH
Nach der Umstrukturierung ist seit dem 1. Januar 2017 die Flughafen Memmingen GmbH die Betreiberin des Verkehrsflughafen und somit zuständig für den gewerblichen und nicht gewerblichen Luftverkehr. Weiterhin erzielt die Gesellschaft Einnahmen aus der Vermietung von Parkplätzen an Fluggäste, der Vermietung von Werbeflächen, Gewerbeflächen an Gastro-, Mietwagen- und Touristikbetriebe sowie von Hallenflächen an flugaffine Betriebe und Flugzeuguntersteller. Das im Handelsregister eingetragene Stammkapital beträgt 1 Million Euro. 2017 konnte die Gesellschaft Umsatzerlöse in Höhe von 11,6 Millionen Euro erzielen. Es konnte erstmals ein Gewinn von 111.279,73 Euro erwirtschaftet werden. Im darauffolgenden Geschäftsjahr (2018) wurden die Umsatzerlöse um 16,1 %, auf 14,2 Millionen Euro erhöht werden. Dabei verdoppelte der Jahresüberschuss auf 261.105,87 Euro. Die Eigenkapitalquote betrug 63,8 %. Laut einer Studie des Deutschen Steuerzahlerinstituts, ist der Flughafen damit einer von lediglich zwei deutschen Regionalflughäfen, die tendenziell gewinnträchtig sind. Bedingt durch die starke Zunahme an Passagieren und trotz der zweiwöchigen Schließung wegen Bauarbeiten an der Start- und Landebahn im September, konnte die positive Entwicklung sich auch 2019 fortsetzen. Der Umsatz stieg auf 16,3 Millionen Euro und der Gewinn auf 640.602 Euro. Die Corona-Pandemie und der damit einhergehende Rückgang der Passagiere, inklusive eines vierwöchigen Stopps aller Linien- und Charterflüge, machte sich natürlich auch im Ergebnis bemerkbar. Der Umsatz ging auf 10,2 Millionen Euro zurück und es wurde ein Verlust von 110.525,54 Euro. Die Bayerische Staatsregierung kompensierte die Vorhaltekosten des Flughafens im Zeitraum vom 4. März bis 30. Juni 2020 mit 1,26 Millionen Euro.

## Infrastruktur

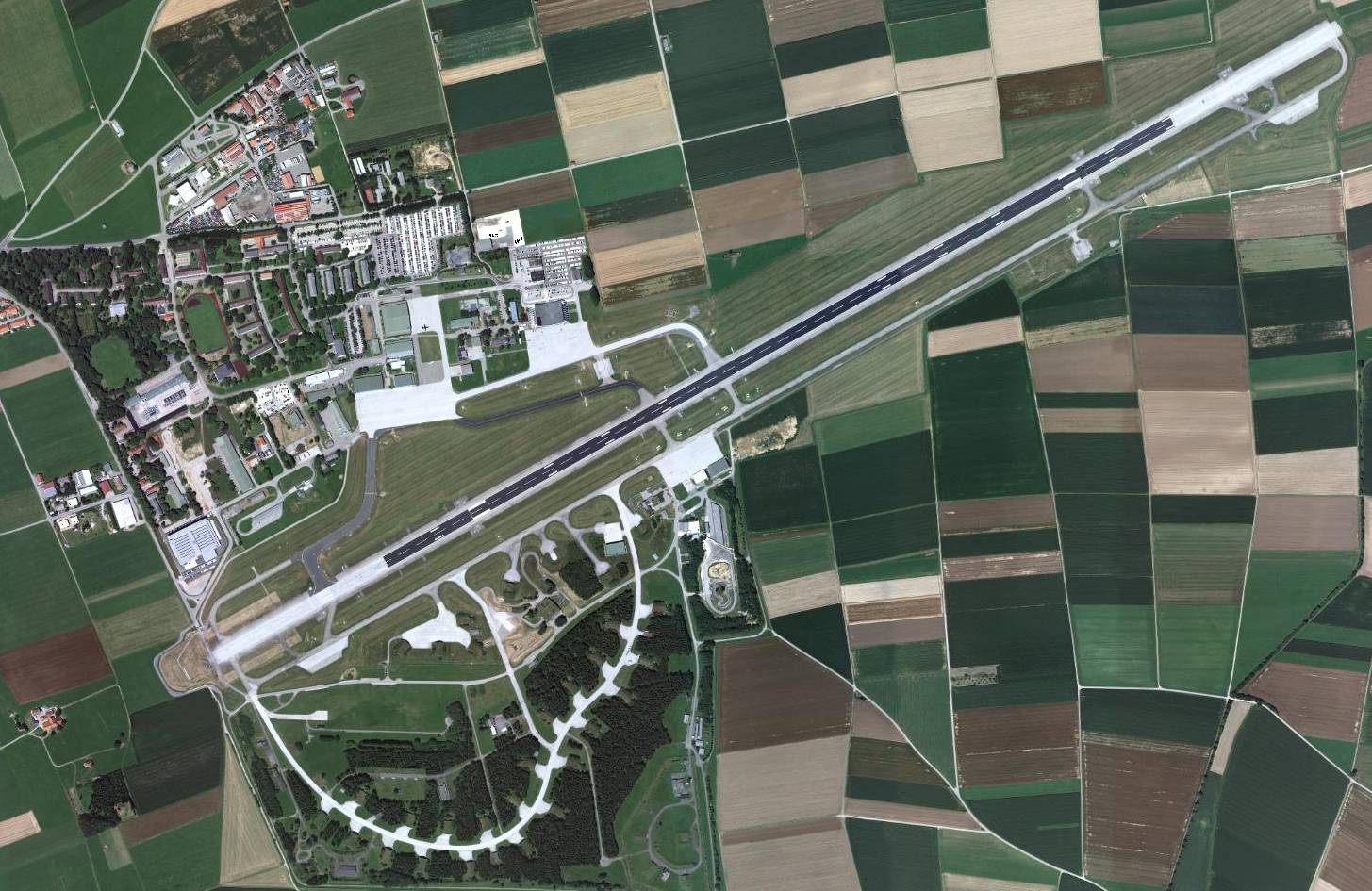
Luftbild des Flughafens

### Technische Ausstattung
Der Flughafen Memmingen ist mit einer 2630 Meter langen Start- und Landebahn ausgestattet. Der Flugplatz ist für Flugzeuge bis zu einer Flügelspannweite von maximal 52 Metern (ICAO-Code 4D) genehmigt.
Der Flughafen verfügt in Anflugrichtung 24 und seit Herbst 2021 für die 06 über ein Instrumentenlandesystem mit der Allwetterflugbetriebsstufe CAT I. In beiden Richtungen gibt es folgende Nichtpräzisionsanflugverfahren: Circling-Anflugverfahren, NDB/DME- und GPS-Anflugverfahren.
Die Vereinigung Cockpit kritisiert die Sicherheit am Flughafen Memmingen wegen fehlenden technischen Einrichtungen und führt ihn deshalb seit Bestehen in ihrer jährlich veröffentlichten Mängelliste. Im Bericht 2011 wurde gegenüber 2010 einer von fünf Kritikpunkten gestrichen, da die Befeuerung der entsprechenden Taxiways zwischenzeitlich um die empfohlenen Runway-Guard-Lights ergänzt wurde. Auch 2013 und 2014 wurde Memmingen gerügt, dabei hatte Memmingen mit 19 die meisten Mängelpunkte unter den in Deutschland bewerteten Flughäfen. Beanstandet wurden nach wie vor der für Linienmaschinen nicht nutzbare Rollweg parallel zur Start- und Landebahn, das Fehlen von Runway Centreline Lights (die Beleuchtung der Mittellinie der Start- und Landebahn) sowie einer vollständigen Runway End Safety Area (eine Sicherheitsfläche vor und hinter dem Streifen einer Start-/Landebahn). Gegenüber 2012 wurden jedoch nun die geforderten Stopbars nachgerüstet. Im Zuge der Baumaßnahmen 2019/20 werden die Runway Centreline Lights sowie Runway End Safety Area umgesetzt. Bei den Sicherheitsanforderungen erfüllt der Flughafen die nationalen Richtlinien des BMVBS und die Mindeststandards der Internationalen Zivilluftfahrtorganisation ICAO. Die darüber hinausgehenden Empfehlungen der ICAO und die strengeren Forderungen des Weltpilotenverbandes IFALPA werden aber nicht in vollem Umfang eingehalten, worauf sich die Kritik der Vereinigung Cockpit begründet. 2015 hat die Vereinigung Cockpit ihre Bewertungssystematik komplett umgestaltet. Nun wird für jedes Merkmal eine Note vergeben. Memmingen kommt zusammen mit Heringsdorf mit der Note 2,9 auf den vorletzten Platz. Auf dem letzten Platz ist der Flugplatz Mannheim gelandet. Der Durchschnitt aller Flughafen liegt bei der Note 2,1.
Für die Wintermonate sind Einrichtungen zur Flugzeugenteisung mit zwei Enteisungsfahrzeugen vom Typ „Elephant-Beta“ vorhanden. Als Enteisungsmittel dient dabei ein auf über 80° Celsius erhitztes Gemisch aus Wasser und Glykolalkohol. Zur Flächenenteisung stehen zehn Schneepflüge mit Kehrblasgeräten, zwei Schneefräsen, eine kleinere Schneeschleuder und drei Enteisungsmittel-Sprühfahrzeuge zur Verfügung.
Das anfallende Oberflächenwasser im Bereich der Startbahn und der Vorfeldflächen wird in der Nähe von Ungerhausen in den Schmidbach, der auch Schmittenbach genannt wird, eingeleitet. Hierfür bestand bis Ende 2014 eine befristete Genehmigung des Landratsamts Unterallgäu. Am 6. Mai 2014 wurde ein neuer Bescheid zum Einleiten von Oberflächenwasser über zwei Einleitungsstellen in den Schmittenbach unter Auflagen erlassen. So muss u. a. ein neu zu errichtendes Versickerungsbecken in Betrieb genommen werden, was im Zuge der Baumaßnahmen 2019/20 erfolgte. Wegen der Hochwassergefahr lehnt der Gemeinderat von Ungerhausen eine Erweiterung der Oberflächenwassereinleitung ab. Hinzu kommt, dass an der Einleitungsstelle von Oberflächenwasser aus dem Allgäu Airport in den Schmittenbach (bzw. Schmiedbach) am 19. Mai 2015 10,0 ng PFT je Liter Wasser und an der Brücke Schmiedbach 33,0 ng PFT je Liter Wasser festgestellt wurden.

### Treibstoffversorgung
Bereits während der anfänglichen Bauphase des Flughafens in den 1930er Jahren wurde am östlichen Ende des Bahnhofes Ungerhausen von der Eisenbahnstrecke Buchloe-Memmingen eine etwa 4,5 Kilometer lange Anschlussbahn zur Treibstoff-Versorgung des Flughafens gebaut. Sie wurde Ende der 1970er Jahre zurückgebaut und unter der Trasse wurde eine Pipeline verlegt. Zur Entladung der Waggons und zur Einspeisung in die Pipeline und Tanklager wurde in der Nähe des Bahnhofes Ungerhausen eine Pumpstation gebaut. Die Anlagen wurden aber mit Schließung des Fliegerhorsts 2004 wieder abgebaut.
Die Tankanlagen des Fliegerhorsts werden nicht weiter benutzt. Das Tanklager für Jet A1, welches für Linienmaschinen genutzt wird, wird von der Air BP betrieben. Es gibt Tankwagen mit Jet A1 und seit August 2008 im Südbereich eine Tankstelle für AVGAS 100LL sowie Jet A1 Treibstoff.

### Energiemanagement
Bis 2023 versorgte ein Blockheizkraftwerk mit drei Erdgas-befeuerten Kesseln erzeugte mit einer elektrischen Leistung von 250 kW und einer Wärmeleistung von 290 kW rund die Hälfte des gesamten Energiebedarfs des Flughafens Memmingen an Strom. Die frei werdende Wärme wird in das bestehende Wärmenetz eingespeist. Südlich der Start- und Landebahn wurde bei der Erschließung des Interkommunaler Gewerbepark Flughafen Süd – Benningen/Hawangen ein Fernwärmenetz ausgebaut. Während des Ausbaus der Start- und Landebahn wurde die Verbindung der beiden Netze umgesetzt. Dort wurden auch bereits Leerrohre für Biogas gelegt. Seit März 2023 wird die Gasversorgung mit einer fünf Kilometer langen Gasleitung von Biogasanlagen aus Hawangen sichergestellt. Diese dienen als Zuleitung für ein neues
Rohbiogas-Blockheizkraftwerk mit 1.500 kW elektrischer und 1.700 kW thermischer Leistung sowie einem Pufferspeicher von 300.000 Litern.
An den Parkplätzen stehen Ladesäulen für Elektro- und Hybridfahrzeuge zur Verfügung, die von Photovoltaikanlagen versorgt werden.

### Terminal – „Picasso-Halle“
Das Terminal des Flughafens wurde 1957/1958 als Flugzeug- und Wartungshangar gebaut und genutzt. Wegen ihrer freitragenden, geschwungenen Deckenkonstruktion und den charakteristischen Stützpfeilern, wird sie auch Picasso-Halle genannt. Ende 2006 begannen die Arbeiten, um aus der 2500 Quadratmeter großen Halle ein leistungsfähiges Flughafenterminal zu bauen. In drei Monaten wurde für rund vier Millionen Euro das Terminal, kurz vor Aufnahme des Linienflugbetriebs, fertiggestellt. In der ersten Ausbaustufe war es zunächst für bis zu 400.000 Passagiere ausgelegt. So wurde auf der Nord- und Südseite jeweils eine Glasfront eingebaut. Weiter besaß der Terminalbereich zehn Check-in-Schalter, Bereiche für beispielsweise Reisebüros und Mietwagenfirmen und ein Bistro. Der Abflugbereich war erst für drei Flugsteige, Sicherheitsschleusen, einen Duty-free Laden und ein weiteres Bistro ausgelegt. Der Ankunftsbereich besteht aus der Gepäckausgabe mit den zwei Gepäckbändern, Zollabfertigung, Sicherheitskontrolle sowie Sitz- und Ruhemöglichkeiten. Beim Ausbau wurde auch der Einbau einer zweiten Ebene vorbereitet. Da bereits ein Jahr später der Flughafen schon über 500.000 Passagiere hatte, war das Terminal schon an der Belastungsgrenze angekommen. 2009 wurde in einem Monat Bauzeit, zum großen Teil in Nachtarbeit, die zweite Ebene eingebaut. Damit wurden 325 Quadratmeter neue Fläche, 150 weitere Sitzplätze und ein neuer Flugsteig geschaffen und am 29. Mai 2009 vom Bayerischen Wirtschaftsminister Martin Zeil eröffnet. In der Folgezeit wurde die Ebene kontinuierlich weiter ausgebaut. So wurden neue Aufzüge, Innen- und Außentreppen, ein weiteres Bistro und zwei weitere Flugsteige mit rund 440 Quadratmeter Fläche gebaut und am 21. Mai 2010 eröffnet. Die Flugsteige fünf und sechs werden vorwiegend für die Non-Schengen-Flüge genutzt. Insgesamt wurden etwa 1,7 Millionen Euro für den weiteren Ausbau investiert. Das Terminal hat nach diesen Maßnahmen eine Kapazität von zwei Millionen Passagieren pro Jahr auf einer Gesamtfläche von 5143 Quadratmeter. Im Jahr 2020 entstand ein neues Mietwagen- und Reisebüro-Center mit Café, Bistros und Toilettenanlage gegenüber dem Terminal-Eingang. Im Oktober 2021 wurde eine neue Gepäckhalle mit einer Fläche von rund 2.300 Quadratmetern fertiggestellt, die östlich am bisherigen Terminal angeschlossen ist. Diese hat eine Kapazität von 2.000 Passagieren pro Stunde.

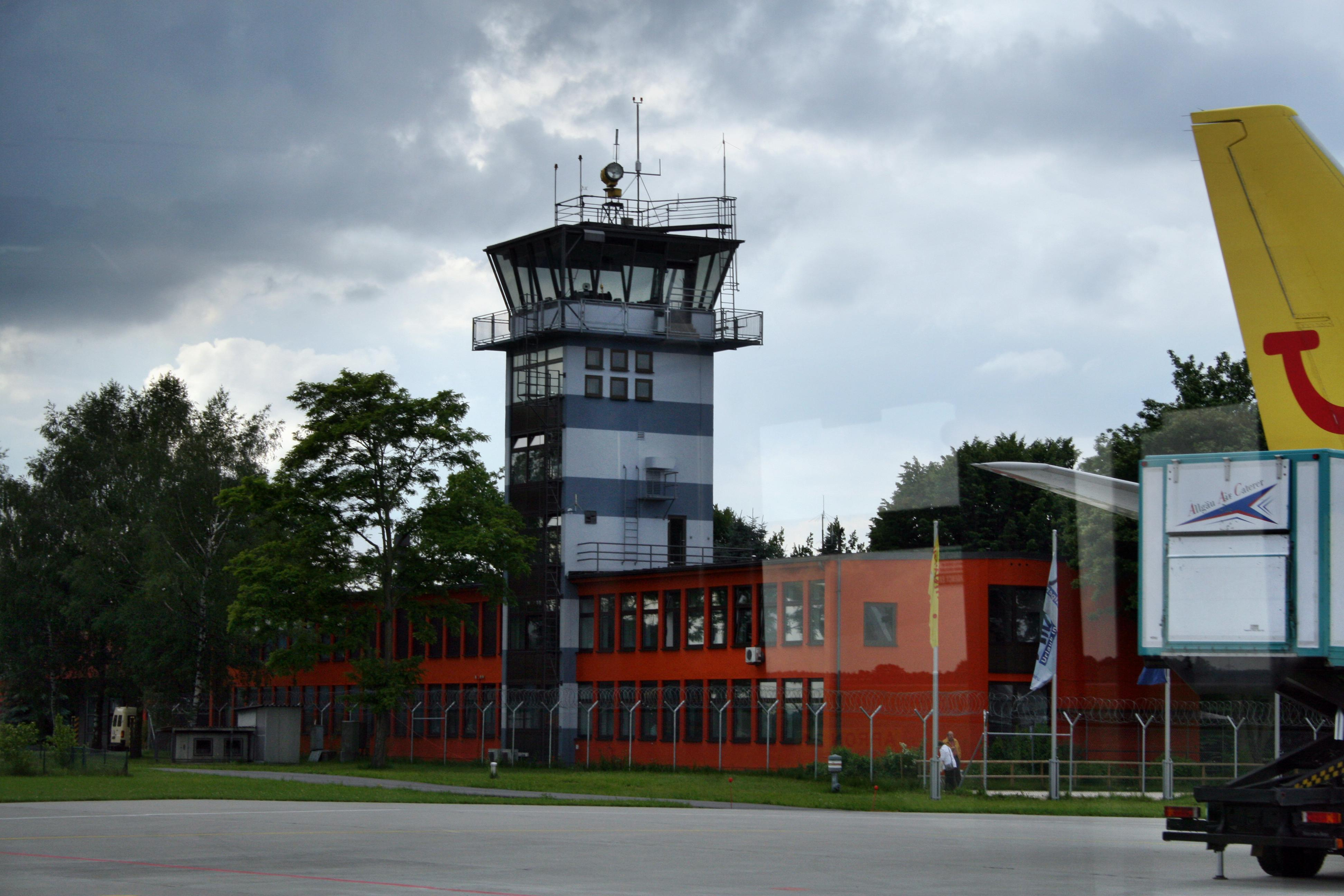
Der Tower des Flughafens

### Kontrollturm
Der Tower des Flughafens wurde 1961 in Betrieb genommen. Im angeschlossenen Sockelbau befindet sich die Verwaltung des Flughafens. Er beherbergt seit 22. Juni 2007 die Betriebsräume der DFS Aviation Services, eine Tochtergesellschaft der Deutschen Flugsicherung, die sich vorwiegend auf kleine und mittlere Flugplätze spezialisiert hat. Die VHF-Sprechfunkfrequenz des Towers liegt bei 126,855 MHz. Weitere Frequenzen sind ATIS 118,855 MHz und GND 121,680 MHz.

## Umweltmanagement
Am Flughafen Memmingen erfolgt, auch aufgrund der Altlasten, eine regelmäßige Grundwasservorsorge. So werden 3–4 Mal pro Jahr Proben vom Grundwasser entnommen und auf Schadstoffe überprüft.
Im Zuge des Ausbaus des Flughafens Memmingen sollen Ausgleichsflächen für die Versiegelungen geschaffen werden – rund 12 Hektar liegen bei Ottobeuren, Ollarzried und Inneberg. Eine Fläche liegt an der westlichen Günz bei Inneberg und soll gleichzeitig als Hochwasserschutzmaßnahme in Kooperation mit dem Wasserwirtschaftsamt Kempten umgesetzt werden. Zudem wurden rund 3 Hektar Lerchenfenster außerhalb des Flughafengeländes angelegt, und auf dem Airportgelände entstand 2018 ein Eidechsenhabitat auf einer Fläche von rund 5.800 m².

### Schutz vor Vogelschlag
Zum Schutz vor Vogelschlag wurden einige präventive Maßnahmen unternommen. So wurden sämtliche Büsche, die Vögel mit ihren Beeren anlocken könnten, um die Landebahn entfernt. Die Verkehrsschilder wurden mit Dornengitter versehen, damit diese nicht als Sitzplatz für Vögel dienen können. Als Ausgleich dafür sind außerhalb der Gefahrenzone eigens Sitzstangen angebracht. Vor jedem Start oder Landung wird versucht, die Vögel mithilfe von Fanfaren, Schreckschusspistolen und Leuchtmunition zu vergrämen. Zur Vertreibung von Saat- und Rabenkrähen wird auch regelmäßig ein Wanderfalke auf dem Areal des Flugplatzes eingesetzt. Zu den passiven Maßnahmen gehört das Grünflächenmanagement, wobei Streifen ca. 100 m von der Start- und Landebahn kurz gehalten werden. Innerhalb des Sicherheitsbereichs werden ca. 135 Hektar Grünfläche nach den Vorgaben der Langgrasbewirtschaftung, wie sie im Biotopgutachten 2013 des Deutschen Ausschusses zur Verhütung von Vogelschlägen im Luftverkehr (DAVVL) festgelegt sind, bewirtschaftet. Trotz der Schutzmaßnahmen kommt es im Schnitt zu etwa einem Vogelschlag pro Monat.

### Lärmmanagement
Am 1. Dezember 2012 trat die Verordnung über die Festsetzung eines Lärmschutzbereichs für den Verkehrsflughafen Memmingen in Kraft, die von der Staatsregierung beschlossen wurde und das bundesrechtliche Gesetz zum Schutz gegen Fluglärm (Fluglärmgesetz) umsetzt. Permanent erfolgen an zwei Standorten außerhalb des Bereichs der Start- und Landebahn an den jeweiligen An- und Abflugkorridoren Fluglärmmessungen des Dauerschallpegels und dessen monatlich ausgewertete Ergebnisse werden auf der Homepage des Flughafens veröffentlicht.

## Beschäftigte
Ende 2021 sind rund 105 Personen direkt am Flughafen Memmingen in Voll- und Teilzeit beschäftigt, davon auch Auszubildende und Studenten, Praktikanten und Aushilfen. Weitere rund 430 Personen arbeiten auf dem Flughafengelände bei Tochtergesellschaften ALLgate GmbH (Passagierabfertigung) und Losch Airport Service Allgäu GmbH (Flugzeugabfertigung) sowie bei Drittunternehmen, die direkt dem Bereich des Flugbetriebes zuzuordnen sind.

## Sicherheit

### Polizei
Die Flughafenpolizei ist zuständig für sämtliche Polizeiaufgaben am Flughafen und vereint somit Funktion der Kriminal-, Verkehrs-, Sicherheits- und Grenzpolizei. Sie vollzieht die Grenzkontrollen bei der Aus- und Einreise sowie die Passagier- und Gepäckkontrolle und ist zuständig für allgemeine Fragen zu Ausweisen, Pässen, Visa und Passersatzpapieren. Die Beamten werden von der Bayerischen Polizei gestellt. Der Flughafen liegt im Schutzbereich des Polizeipräsidiums Schwaben Süd/West, örtlich zuständige Dienststelle ist die Polizeiinspektion Memmingen. Untergebracht ist die Flughafenwache in einem Nachbargebäude des Terminals. 2017 war die Wache mit 34 Polizisten besetzt. Durch das Wachstum des Flughafens und der steigenden Anzahl an Zielen aus Ländern außerhalb des Schengen-Raumes wurde eine weitere Aufstockung des Personals nötig. So wurde Anfang 2018 kurzfristig das Personal auf 50 Stellen angehoben. Mit dem 1. Januar 2020 wurde die bisherige Flughafenpolizei durch die Bayerische Grenzpolizei abgelöst. Diese ist organisatorisch weiterhin an die Polizeiinspektion Memmingen angegliedert, steht aber unter Fachaufsicht der Grenzpolizeidirektion in Passau. Im Frühjahr 2020 wuchs der Personalbestand auf 70 Polizeibeamte. Zum 1. März 2025 wurde die Grenzpolizeigruppe zu einer eigenständigen Grenzpolizeiinspektion umgewandelt. Hierbei soll der Personalbestand auf bis zu  130 Stellen anwachsen.

### Zoll
Die Flughafenbetriebsgesellschaft hatte schon vor Beginn des Linienflugverkehrs einen eingeschränkten Zoll-Status beantragt. Dieser wurde allerdings zunächst verweigert, was zur Folge hatte, dass die Abfertigung von Non-Schengen-Flügen 24 Stunden vorher angemeldet werden musste. Da die nahegelegenen Zollbehörden keine Kapazitäten frei hatten, mussten zur Abfertigung regelmäßig Beamte aus dem Bayerischen Wald anreisen. Die anfallenden Kosten wie zum Beispiel für die Anreise und Übernachtung der Beamten musste die Betreibergesellschaft tragen. Für das Jahr 2008 hatte der Flughafen die Einrichtung einer ständigen Dienststelle der Finanzbehörden beantragt, um die Zahl der Flüge in und aus Ländern, die dem Schengener Abkommen nicht beigetreten sind, erhöhen zu können. Das Bundesministerium der Finanzen lehnte dies im Oktober 2007 mit der Begründung, es gebe in Süddeutschland bereits genug Zollflugplätze und eine ausreichende Auslastung einer solchen Dienststelle sei nicht zu erwarten, ab. Die Zollabfertigung in Nicht-EU-Länder wurde dann doch etwas erleichtert: Das Hauptzollamt Augsburg befreite auf Weisung des Bundesfinanzministeriums den Flughafen für die wöchentlich stattfindenden Flüge von und nach Antalya in der Türkei vom sogenannten „Zollflugplatzzwang“ und von der Beförderungspflicht. So konnten nun Zollbeamte aus der Region die Kontrollen übernehmen. Zudem genügte es, wenn ein Flug eine Stunde vorher angemeldet wurde. Nach langen Verhandlungen wurde im August 2010 bekanntgegeben, dass der Flughafen Memmingen eine Dienststelle des Zolls mit dort stationierten Beamten erhält und diese somit nicht mehr eigens für die Abfertigung von Non-Schengen-Flügen anreisen müssen. Die Kontrolleinheit Flughafen Memmingerberg (Allgäu Airport) ist organisatorisch eine Zweigstelle des Hauptzollamts Augsburg.

### Flughafenfeuerwehr

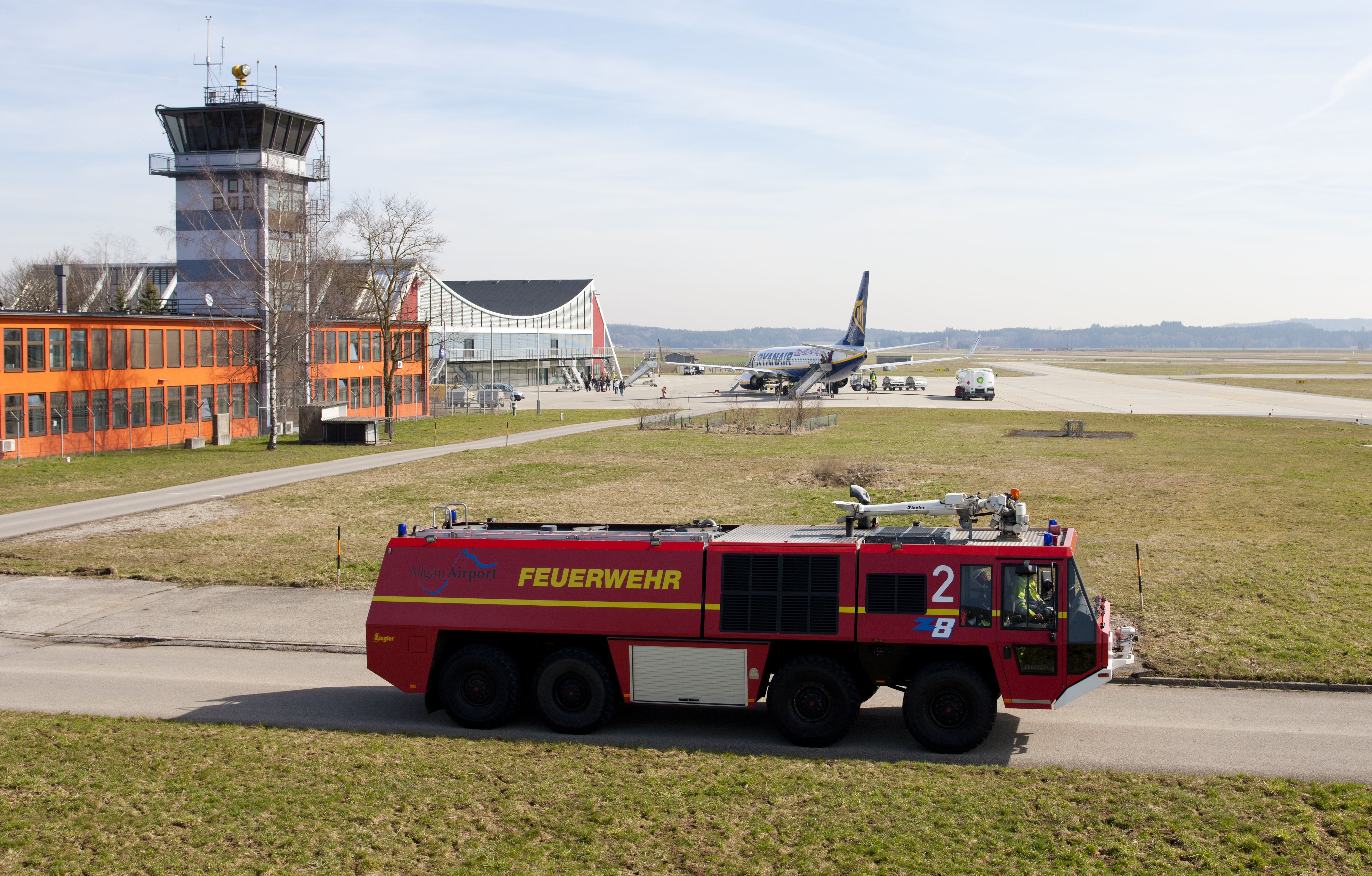
Flugfeldlöschfahrzeug Falke 2 (Z8)

Bei der Flughafenfeuerwehr sind 30 Personen im Dreischicht-System beschäftigt, um damit die ständige Einsatzbereitschaft zu den Flugbetriebszeiten zu gewährleisten. Der Fuhrpark besteht aus zwei Flugfeldlöschfahrzeugen, vom Typ MAN/Ziegler Z8 (FLF 60/120-15) mit einem Fassungsvermögen von 12.000 Liter Wasser und 1500 Liter Schaummittel AFFF, ein HLF 24/40 mit 500 Liter Schaummittel und einer 500 kg Pulverlöschanlage auf Mercedes-Benz-Fahrgestell. Dazu stehen noch ein Mercedes-Benz Sprinter Ambulanzwagen, ein MAN Rettungstreppenfahrzeug und ein Caterpillar Teleskoplader zur Verfügung. Diese sind in den gleichen Gebäuden wie schon zur Zeit des Fliegerhorsts untergebracht. Der Flughafen ist in der Brandbekämpfungskategorie 7 (Flugzeuge mit einer Spannweite von bis zu 49 Meter bis zu 61 Meter und einer Rumpfbreite von max. 5 Meter) und kann auf Anforderung auf die Kategorie 9 (bis 76 Meter) hochgestuft werden.

## Zwischenfälle
- Am 11. November 1974 fiel an einer Percival Pembroke C.54 der Luftwaffe (Luftfahrzeugkennzeichen 54+16) das rechte Triebwerk aus. Auf dem Fliegerhorst Memmingen wurde eine sichere Notlandung durchgeführt. Als Folge eines Defekts der Antriebsstange ragten einige Zylinder aus dem Motor heraus. Aufgrund des Alters der Maschine wurde sie nicht mehr repariert und zum Totalschaden erklärt. Alle vier Insassen überlebten den Zwischenfall unverletzt.[184]

Seit der Umwandlung in einen zivilen Flughafen ist für Memmingen in der Liste des Aviation Safety Network kein einziger relevanter Zwischenfall eines Verkehrsflugzeugs enthalten.

## Altlasten

### Polycyclische aromatische Kohlenwasserstoffe (PAK) und Perfluorierte Tenside (PFT)
Auf dem Flughafengelände fanden seit der Inbetriebnahme Feuerlöschübungen statt. Als Brandmaterial wurde überwiegend Kerosin, in kleinsten Mengen auch Napalm, verwendet. Um das Feuer zu löschen, wurde Löschschaum eingesetzt. Diesem wurde seit Anfang der 1960er Jahre bis zum Jahr 2001 PFT (perfluorierte Tenside, Untergruppe der PFC – perfluorierten Kohlenwasserstoffe) beigesetzt. Bei den verwendeten Produkten handelte es sich v. a. um „Light water FC-203“ der Firma 3M, das sowohl perfluorierte Carboxylate als auch perfluorierte Sulfonate enthielt. Bis 1977 wurden Feuerlöschübungen in einer unbefestigten Bodenwanne durchgeführt. Das Kerosin und die Löschschäume konnten ungehindert in den Untergrund versickern. 1977 wurde dann an dieser Stelle ein Feuerlöschbecken erstellt, das an die teilweise marode Kanalisation des Flugplatzes angeschlossen wurde. Durch Undichtigkeiten der Fugen im Beton konnten jedoch weiterhin Schadstoffe, wenn auch in geringerem Umfang, in den Untergrund eindringen. Im wehrgeologischen Gutachten aus dem Jahr 2003 wurde der Untergrund des Feuerlöschbeckens auf PAK, MKW, BTEX, LHKW und relevante Schwermetalle untersucht. Es wurden relativ hohe Blei- und Mineralölkohlenwasserstoffe gefunden. „Weitere Parameter wurden hier nicht bestimmt.“ Der Gutachter kam zu dem Ergebnis, dass das augenscheinlich kontaminierte Material auszukoffern und fachgerecht zu entsorgen sei.

#### Polycyclische aromatische Kohlenwasserstoffe (PAK)
Im Jahr 2007 wurden dann das Feuerlöschbecken und der umgebende Erdwall rückgebaut, um einen Parkplatz für Kurzparker (heute P1) zu errichten. Beim Rückbau wurden olivfarbene Verfärbungen und Mineralölgeruch festgestellt. Bei der anschließenden Beprobung des ausgehobenen Materials wurde eine PAK-Konzentration von 2.941 µg/kg festgestellt. Benzo(a)anthracen mit 710 µg/kg und Phenanthren mit 630 µg/kg stellten die größten PAK-Positionen dar. Außerdem wurden 397 µg/kg AKW, 120 µg/kg BTEX, 24 mg/kg Blei und 9,0 mg/kg Arsen sowie weitere Metalle festgestellt. 791,43 t des belasteten Materials (Einbauklasse Z2) wurden in der Deponie Berkheim/Eichenberg entsorgt. Das mit Z1.2 eingestufte Aushubmaterial wurde auf einem Grundstück, das sich damals im Besitz der BImA befand, für einen Schallschutzwall als Abgrenzung zum AMC-Übungsplatz unmittelbar am Gelände des Allgäu Airport verwendet.

#### Perfluorierte Tenside (PFT) / Perfluorierte Kohlenwasserstoffe (PFC)
Eine gutachterliche Berechnung im Rahmen der orientierenden Untersuchung hat ergeben, dass durch Feuerlöschübungen im Zeitraum 1965 bis 2000 ca. 5,3 t PFCs freigesetzt wurden. Der Gutachter nimmt an, dass 90 % der PFCs zunächst durch die marode Kanalisation abgeführt wurde. Über den weiteren Verbleib dieser 90 % trifft er keine Aussage. Die restlichen 10 % der PFCs, ca. 525 kg, verblieben zunächst im Untergrund. Wiederum 90 % davon sind nach Schätzung des Gutachters bei der Sanierung und Rückbau des Feuerlöschbeckens aus dem Untergrund entfernt worden. Diese befinden sich in der Deponie Eichenberg und im südlichen Gelände, wo das Z1.2-Material wiederverwendet wurde. Der Gutachter geht davon aus, dass als Schadstoffpotential ca. 52,5 kg PFC im Untergrund des ehemaligen Feuerlöschbeckens verblieben sind. Verbleiben diese PFCs weiterhin im Boden, so ist mit einer Emissionsdauer von ca. 220 Jahren bei einer jährlichen Emission von 240 g zu rechnen. Verschärft wird die Situation durch den Umstand, dass neben dem ehemaligen Feuerlöschbecken ein Versickerungsbecken für das Niederschlagswasser der Parkplätze errichtet wurde. Über die Emission des PFC-verseuchten, ursprünglich mit Z1.2 klassifizierten Materials, das im südlichen Gelände verbaut wurde, trifft der Gutachter in der orientierenden Untersuchung keine Aussage, da er keine Kenntnis über die Umlagerung des PFT-belasteten Materials innerhalb des Flughafengeländes hatte. Das Landratsamt Unterallgäu erließ jedoch die Auflage, dass Baumaßnahmen auf dem Flughafengelände, die im Zusammenhang mit der Niederschlagswasserbeseitigung stehen, erst dann ausgeführt werden dürfen, wenn nachgewiesen werden kann, dass sich der Schaden durch PFT und die geplante Baumaßnahme nicht gegenseitig beeinflussen. Dies ist notwendig, da an der Einleitungsstelle von Oberflächenwasser aus dem ehemaligen Fliegerhorstgelände in den Schmiedbach am 19. Mai 2015 10,0 ng PFT je Liter Wasser und an der Brücke Schmiedbach 33,0 ng PFT (davon 16,0 ng Perfluoroctansulfonsäure, 11,0 ng Perflurnonansäure und 4,6 ng Perfluorhexansulfonsäure) je Liter Wasser gemessen wurden. „Die öffentliche Hand sieht allerdings derzeit keinen Handlungsbedarf, da die Werte noch unter den Schwellenwerten liegen.“
Bei einer Entnahme von Grundwasserproben im September 2013 stellte das Wasserwirtschaftsamt Kempten per- und polyfluorierte Tenside (PFT) im Grundwasser unter dem Allgäu Airport fest. PFT gelten als krebserregend. Der Schwellenwert nach den LfU-Leitlinien liegt bei 0,3 µg je Liter Wasser. Am 16. Februar 2015 wurden jedoch in der Grundwassermessstelle 5 7,6 µg PFT pro Liter Wasser gemessen. 4 weitere Messstellen wiesen ebenfalls PFT-Werte über dem Schwellenwert aus. Diese PFT-Emissionen können die Trinkwasserversorgung der Gemeinde Ungerhausen gefährden, da die Grundwasserströmung in Richtung des Brunnens der Anliegergemeinde des Flugplatzes führt. Inzwischen steht fest, dass die Gemeinde Ungerhausen ihre eigene Wasserversorgung aufgeben muss, da in den verschiedenen Messpegeln bis zu 200 ng PFT gemessen wurde. Ungerhausen strebt nun einen Anschluss an die Wasserversorgung der Woringer Gruppe an. Laut Bürgermeister Josef Fickler könnte der PFT-Wert sehr schnell nach oben gehen, wenn nach dem sehr trockenen Jahr 2018 durch starke Regenfälle der Schadstoff verstärkt in das Grundwasser gespült werde.
Vor dem Bürger- und Ratsbegehren, das am 22. November 2015 stattfand, haben u. a. der Memminger Oberbürgermeister Ivo Holzinger und der Unterallgäuer Landrat Hans-Joachim Weirather folgendes behauptet: „Gegenüber dem Landratsamt Unterallgäu hat die BImA zugesagt, Kosten, die im Zusammenhang mit der PFT-Problematik auf dem Konversionsgelände entstehen, zu übernehmen.“ Am 4. Dezember 2015 stellte jedoch das Finanzministerium klar: „Die Verträge enthalten einen umfassenden und allgemeinen Haftungsausschluss der Bundesanstalt [für Immobilienaufgaben] für Sachmängel. Darüber hinaus enthalten sie einen Ausschluss der Übernahme von Kosten, die zur Beseitigung schädlicher Bodenveränderungen/Altlasten und etwaiger Gebäudeschadstoffe erforderlich sind.“
Als Antwort auf die Anfrage von drei Abgeordneten teilte das zuständige Staatsministerium am 16. Dezember 2015 (veröffentlicht am 2. März 2016) den Anfragenden mit, dass Bodenproben im Bereich des ehemaligen Feuerlöschbeckens entnommen wurden. Die Messergebnisse lägen allerdings noch nicht vor. Bodenproben aus dem südlichen Regenrückhaltebecken sowie an den Einleitungen in den Schmittenbach wurden bisher nicht durchgeführt. Ebenso wurden im Bereich des ehemaligen Konversionsgeländes noch keine Bodenproben entnommen. Auch das belastete Erdreich, das aus dem Rückbau des ehemaligen Feuerlöschbeckens stammt und zum Bau eines Lärmschutzwalls diente, wurde bisher nicht untersucht. Weitere Verdachtsmomente für PFT/PFOS-Eintragungen im südlichen Gelände sind lt. Antwort des Ministeriums die Verwendung von Löschschäumen in Übungen und Einsätzen sowie weitere Umlagerung bzw. Einbau von belastetem Erdreich.
2018 wurden zur Erkundung des Grundwasserabstroms im Bereich des ehemaligen Feuerlöschübungsbeckens zwei zusätzliche Grundwassermessstellen durch ein Gutachterbüro errichtet. In sämtlichen Proben wurden Gehalte unterhalb der jeweiligen Schwellenwerte gemäß PFC-Leitlinie bzw. der dort beschriebenen Summenparameter ermittelt. Diese kommen zum Ergebnis, dass zum jetzigen Zeitpunkt nicht von einer Gefährdung des weiteren Grundwasserabstroms von der Belastung am ehemaligen Feuerlöschübungsbecken auszugehen ist.

## Kritik am Flughafen
Bereits im Jahr 2000, als die Pläne zum Abzug der Bundeswehr bekannt wurden, bildete sich der Aktionskreis Stopp dem Fluglärm, kein Flugplatz Memmingerberg als Zusammenschluss der Flughafengegner. Dieser wandelte sich im April 2002 in einen gemeinnützigen Verein um, mit dem Ziel, nach Abzug der Bundeswehr die fliegerische Nutzung des Areals zu verhindern und die Bürger vor Fluglärm zu schützen. 2009 erfolgte die Umbenennung in Bürger gegen Fluglärm. Der Zweck des Vereines ist laut Satzung der Widerstand gegen Flughafenerweiterungsmaßnahmen am Allgäu Airport, die aktive Unterstützung bei Fluglärmbeschwerden, Beobachtung der Einhaltung von Recht und Gesetz durch den Betreiber, der Widerstand gegen staatliche und kommunale Subventionierung, Aufklärung über Umweltbelastungen durch den Flugverkehr und die Bereitstellung von zusätzlichen Informationen zur Berichterstattung der Medien. So wurde im November 2002 in Memmingen eine Kundgebung auf dem Theaterplatz gegen die zivile fliegerische Folgenutzung des Fliegerhorstes mit 3500 Teilnehmern organisiert. Im März 2004 folgte eine weitere Demonstration mit 4000 Teilnehmern in Memmingen.
Gegen das Planfeststellungsverfahren 2011 wurden während der zweiwöchigen Frist im August 2011 beim Luftamt Südbayern 964 Einwendungen eingereicht. Neben Privatpersonen haben auch der Verein Bürger gegen Fluglärm, der Verkehrsclub Deutschland und der Bund Naturschutz Einwendungen gegen das Ausbauvorhaben erhoben und sich in umfangreichen Stellungnahmen deutlich gegen die Ausweitung der Betriebszeiten und den Kapazitätsausbau am Allgäu-Airport ausgesprochen.
Anhörungen im Rahmen des Planfeststellungsverfahrens fanden, auf Veranlassung der Genehmigungsbehörde, am 10. und 11. Januar 2012 statt. Hierbei wurden die Notwendigkeit für den Ausbau der Infrastruktur am Flugplatz und die Gründe für längere Betriebszeiten des Flugplatzes kontrovers diskutiert. Der Bund Naturschutz erneuerte die Einwendungen bezüglich Klimaschutz und der Verkehrsclub Deutschland warnte vor den finanziellen Risiken. Der Verein Bürger gegen Fluglärm lehnt den Ausbau entschieden ab mit der Begründung, dass die Genehmigung ökonomisch und ökologisch inakzeptabel sei, und forderte einen angemessenen Schutz vor Fluglärm. Nach Bekanntgabe der Genehmigung des Planfeststellungsbeschlusses wurde die Kritik von den Verbänden erneuert. Mehrere Bürger, der Bund Naturschutz und die Gemeinde Westerheim einigten sich daraufhin, Klage gegen die Genehmigung einzureichen. Die Gemeinde Memmingerberg beschloss, auch Klage einzureichen, allerdings nur gegen die Verlängerung der Flugzeiten und nicht gegen den gesamten Planfeststellungsbeschluss. Der Prozess gegen den Flughafenausbau und die Verlängerung der Flugzeiten fand an vier Verhandlungstagen im Juni und Juli 2015 vor dem Verwaltungsgerichtshof in München statt. Laut eines Gutachtens, das der Allgäu Airport in Auftrag gegeben hat und das dem Gericht vorliegt, sollen statt bisher durchschnittlich 80 Nachtflüge in Zukunft 2000 Linienflüge zuzüglich zu Ambulanz- und Sonderflügen pro Jahr nachts stattfinden. Das Gericht wies sämtliche Klagen am 14. Juli 2015 ab und eine Revision gegen das Urteil wurde nicht zugelassen.